# Renault Kangoo
Der Renault Kangoo [kɑ̃ˈɡu] ist ein Hochdachkombi des Herstellers Renault, der im Oktober 1997 als Nachfolger des Renault Rapid auf den Markt kam und im nordfranzösischen Maubeuge nahe der belgischen Grenze von dem Unternehmen Maubeuge Construction Automobile gebaut wird. Er ist, wie sein Vorgänger, ein geräumiges Fahrzeug mit niedrigen Anschaffungs- und Unterhaltskosten. Der Renault Kangoo eignet sich je nach Ausstattungsvariante als Kombi, Kleintransporter, Großraumtaxi/Kleinbus oder Rollstuhltaxi.
Im Januar 2008 kam die zweite Generation des Kangoo auf den Markt. 2012 erhielt der Kangoo Z.E. die Auszeichnung Van of the Year.
Die dritte Generation des Kangoo kam im Frühjahr 2021 in den Handel.

## Kangoo (Typ KC, 1997–2009)
| Sterne im Euro-NCAP-Crashtest |

Der Renault Kangoo war nach dem im Herbst 1996 auf den Markt gekommenen Citroën Berlingo der zweite Hochdachkombi und der erste mit einer, später mit zwei seitlichen Schiebetüren. Da diese maßgebend zur Etablierung dieser Klasse beitrugen, sehen ihn viele als deren Begründer. „Vater“ des Fahrzeugs ist der Designer Patrick Lecharpy, der den Wagen fast komplett alleine entwarf.
Der Kangoo hat hinten eine Drehstabfederung, wie sie heute nur noch selten Anwendung findet.

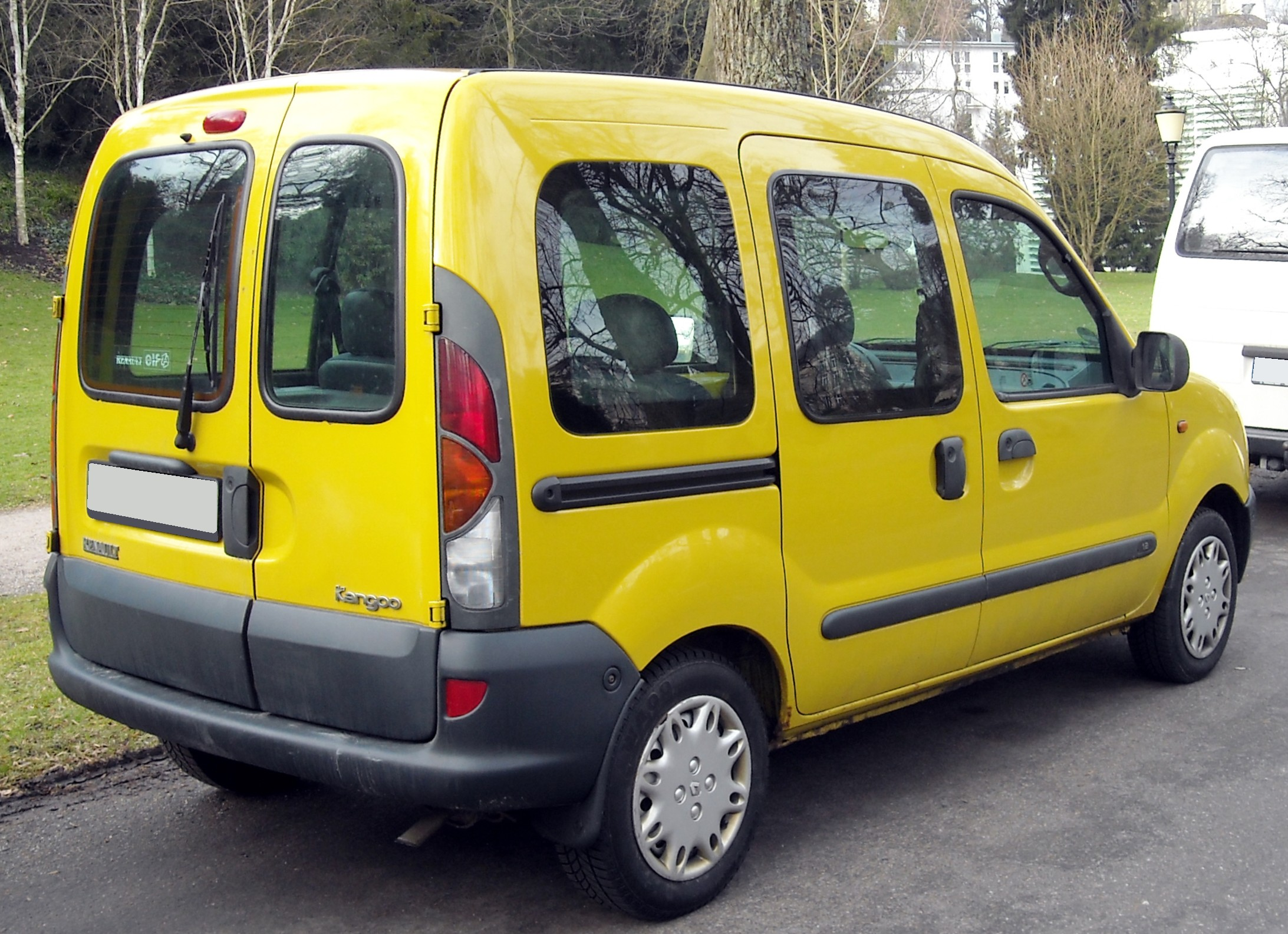
Heckansicht

Als Basis des Kangoo diente der Renault Clio. Die erste Generation wurde von August 1997 bis Dezember 2009 hergestellt. In dieser Zeit wurde er zweimal modifiziert:
Im April 2003 kam mit dem Kangoo der Phase II ein überarbeitetes Modell auf den Markt, dessen Frontpartie optisch an die anderen Renault-Modelle angeglichen wurde.

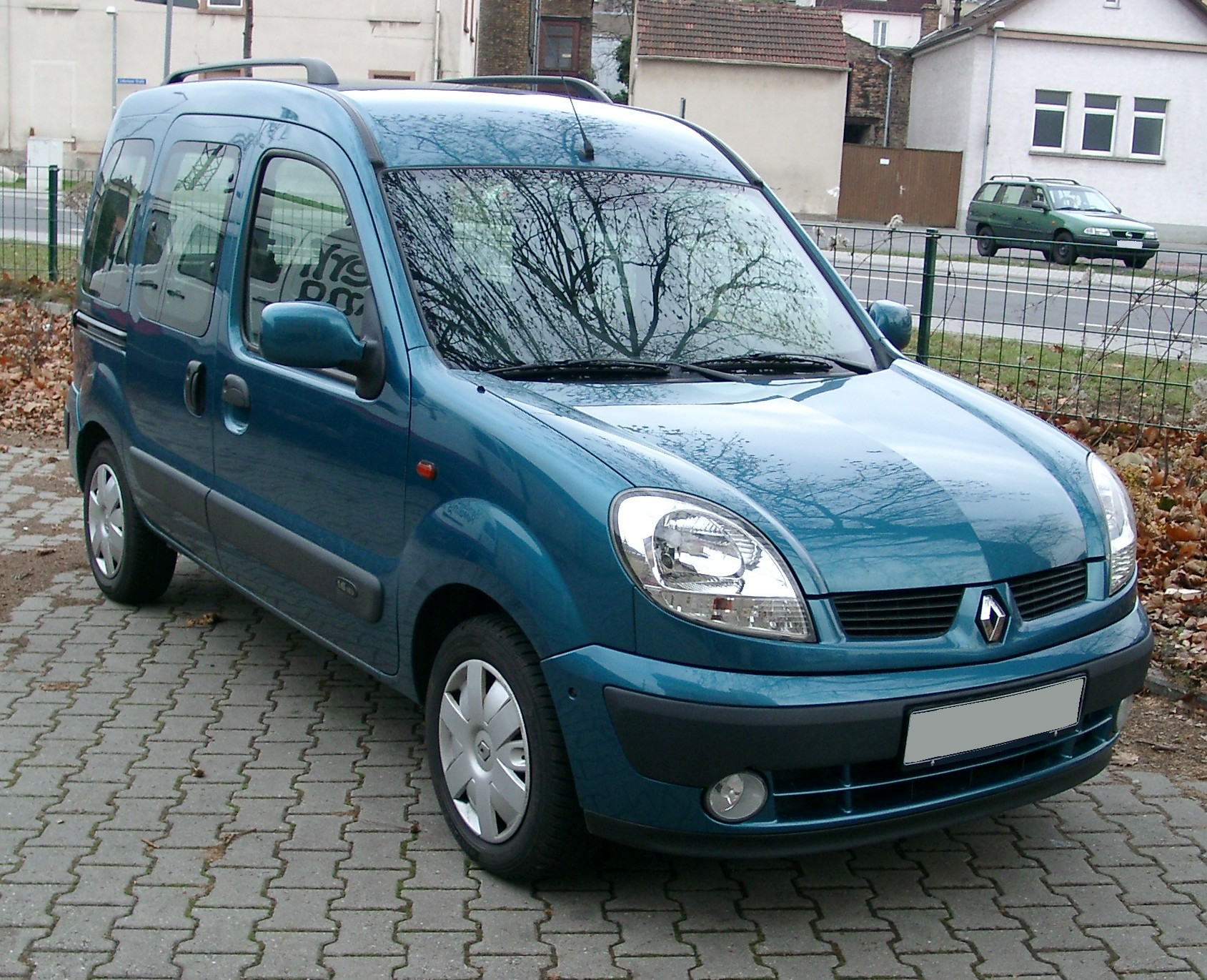
Renault Kangoo (2003–2005)
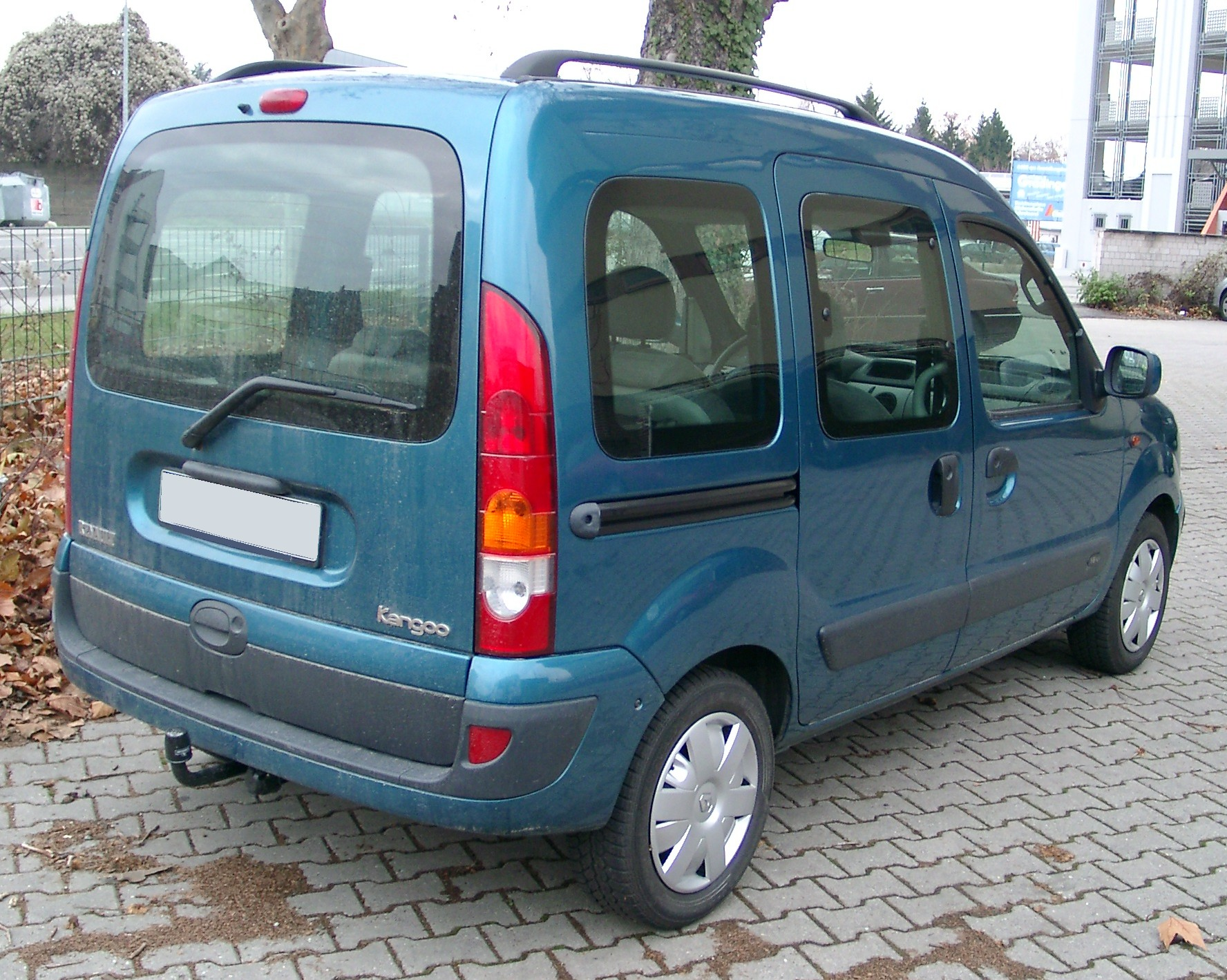
Heckansicht

Im Oktober 2005 wurde nochmals ein leichtes Facelift durchgeführt. Hierbei wurde u. a. der Kühlergrill leicht modifiziert (jetzt 3 statt zuvor 4 Querlamellen) und die Farbe der seitlichen Blinker wurde von gelb auf weiß geändert.

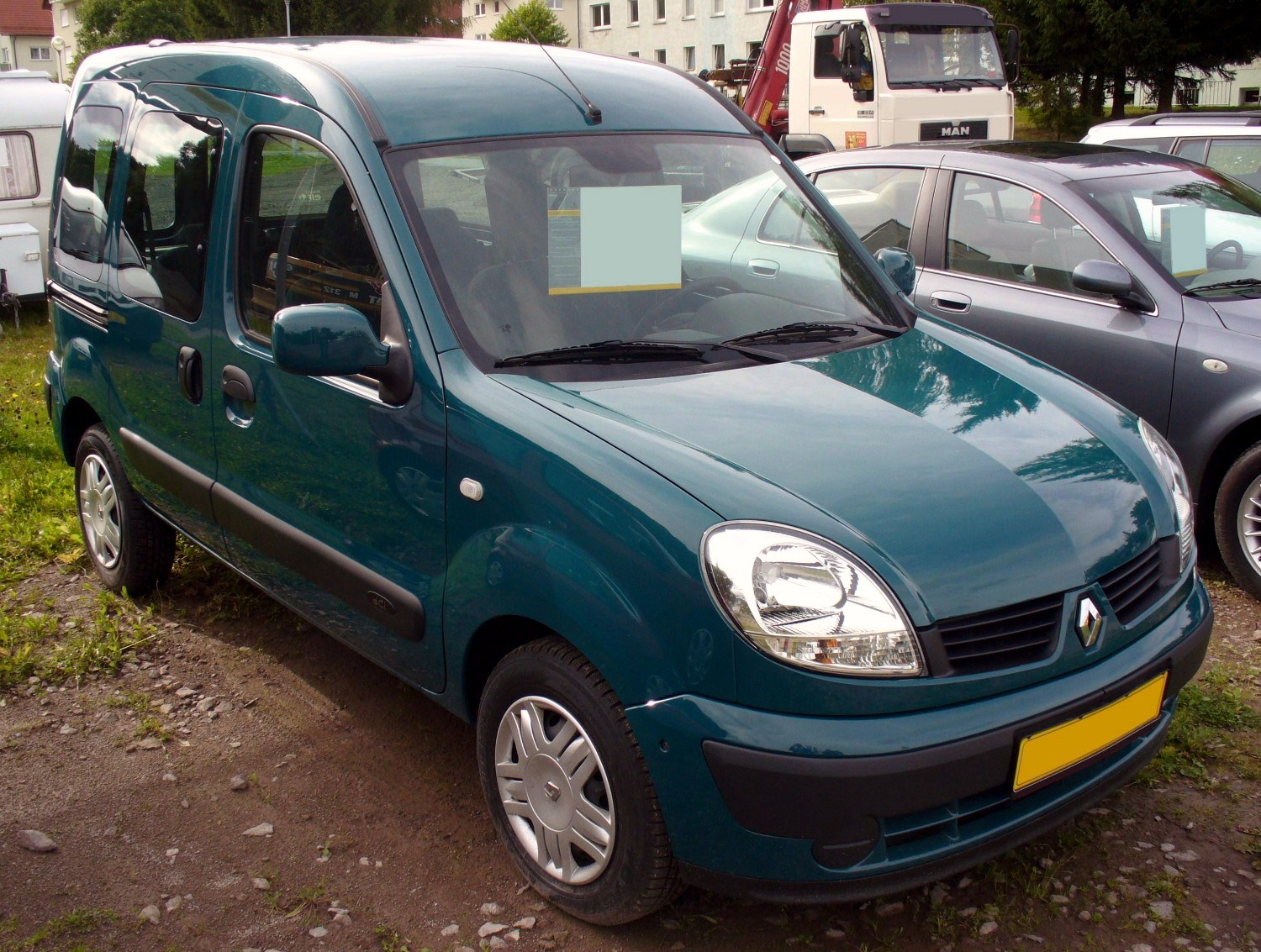
Renault Kangoo (2005–2009)
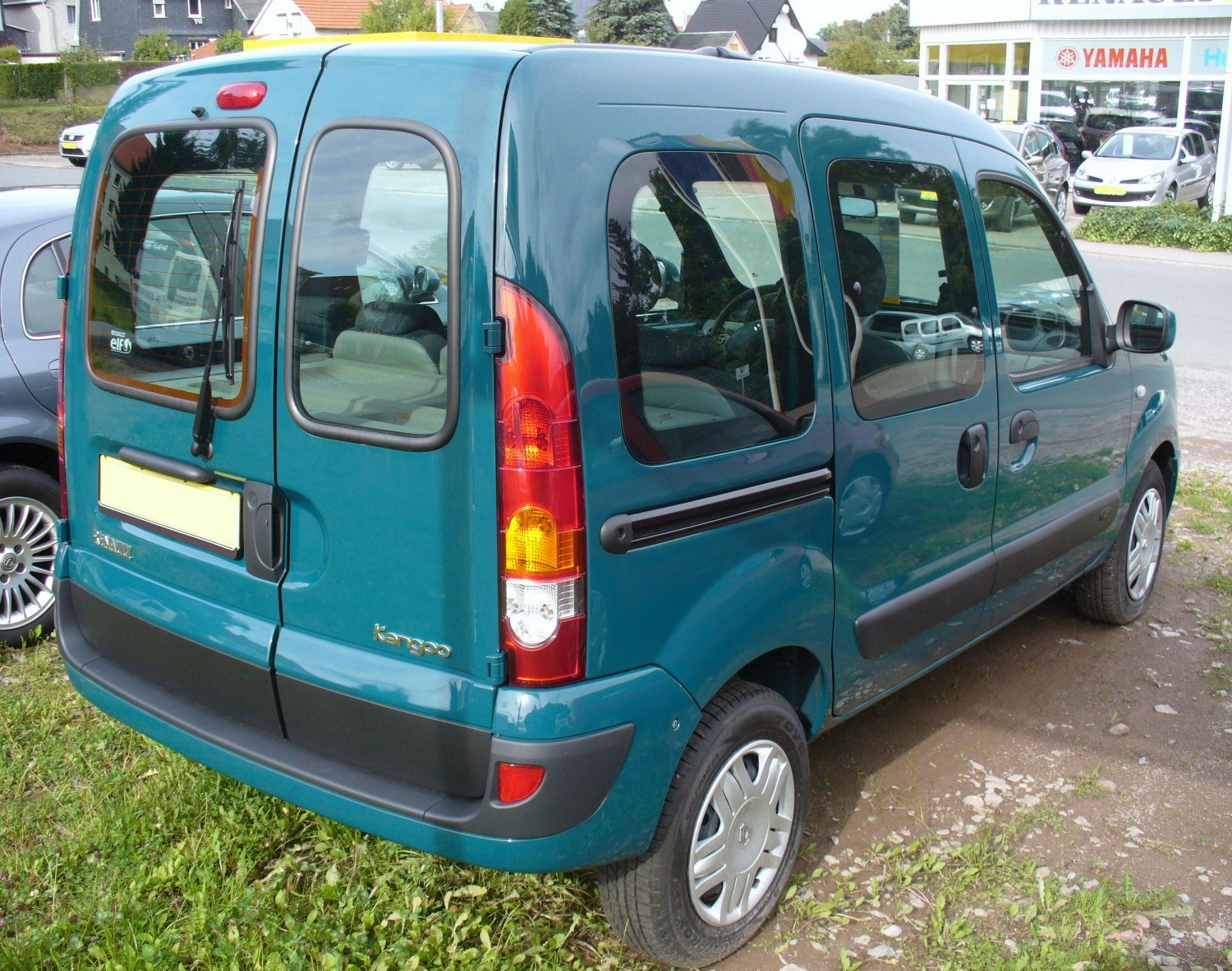
Heckansicht

In der PKW-Edition gab es verschiedene Ausstattungslinien. Dazu zählten in Deutschland die Ausstattungslinie Privilège sowie die Edition Campus oder auch RT, RXE und RTE. Dabei war die letztgenannte die preiswertere Variante. In Österreich gab es Authentique, Expression, Privilège. Weiterhin gab es verschiedene Sondermodelle (Tahiti, for you, Montana, Oasis, Pampa, Ice, Alizé etc.).
Ende 2007 wurde die Produktion des Kangoo vom Werk Maubeuge nach Marokko verlagert. Die Produktpalette wurde auf zwei Ausführungen reduziert: den Kangoo Edition Campus 1.2 16V 75 als Benziner und den Kangoo Edition 1.5 dCi 70 als Diesel. Nach zahlreichen technischen Schwierigkeiten wurde Ende 2009 die Produktion eingestellt.
Parallel wurde der Kangoo erster Generation noch im nördlichen Afrika von der SOMACA und in Brasilien von Renault do Brasil produziert. In Nordafrika wurde die zweite Generation parallel als Kangoo Evolution angeboten.

Kangoo Maxi

Auch von der ersten Kangoo Generation gab es eine Maxi Version mit um 30 cm längerem Aufbau. Im Gegensatz zu den Maxi Modellen der späteren Generationen hat Renault bei der ersten Version nur den Aufbau nach hinten verlängert, jedoch nicht den Radstand vergrößert. Dadurch entstand ein Fahrzeug mit längerem Laderaum, aber, bedingt durch das höhere Aufbaugewicht, mit einer geringeren Zuladung. Zudem durfte der "Maxi", wegen des größeren und schwereren Überhangs, auf der Ladefläche hinter der Hinterachse nur mit bis zu 50 kg beladen werden. Die Montage einer Anhängerkupplung war bei diesem Modell nicht möglich.

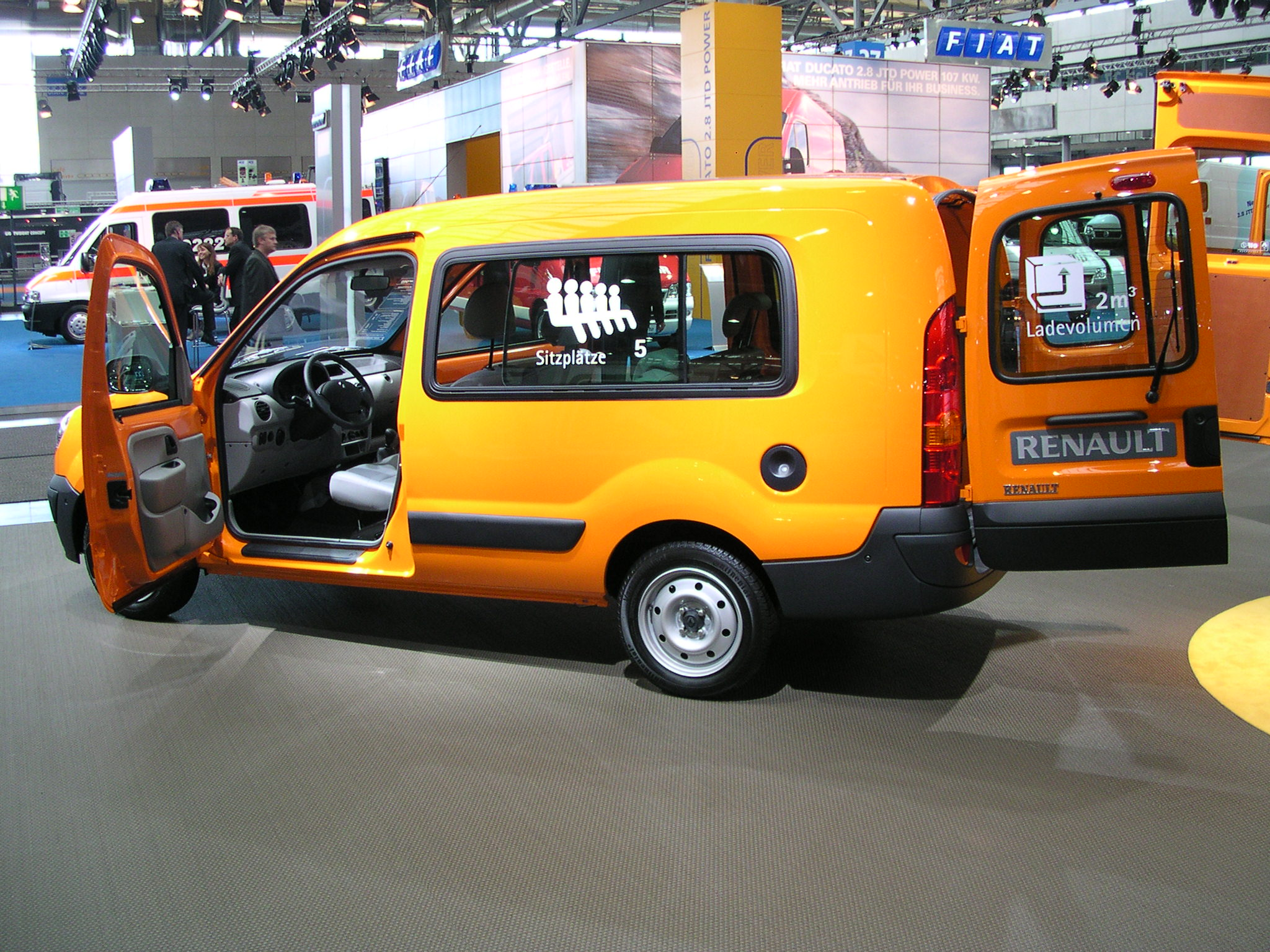
Renault Kangoo lang
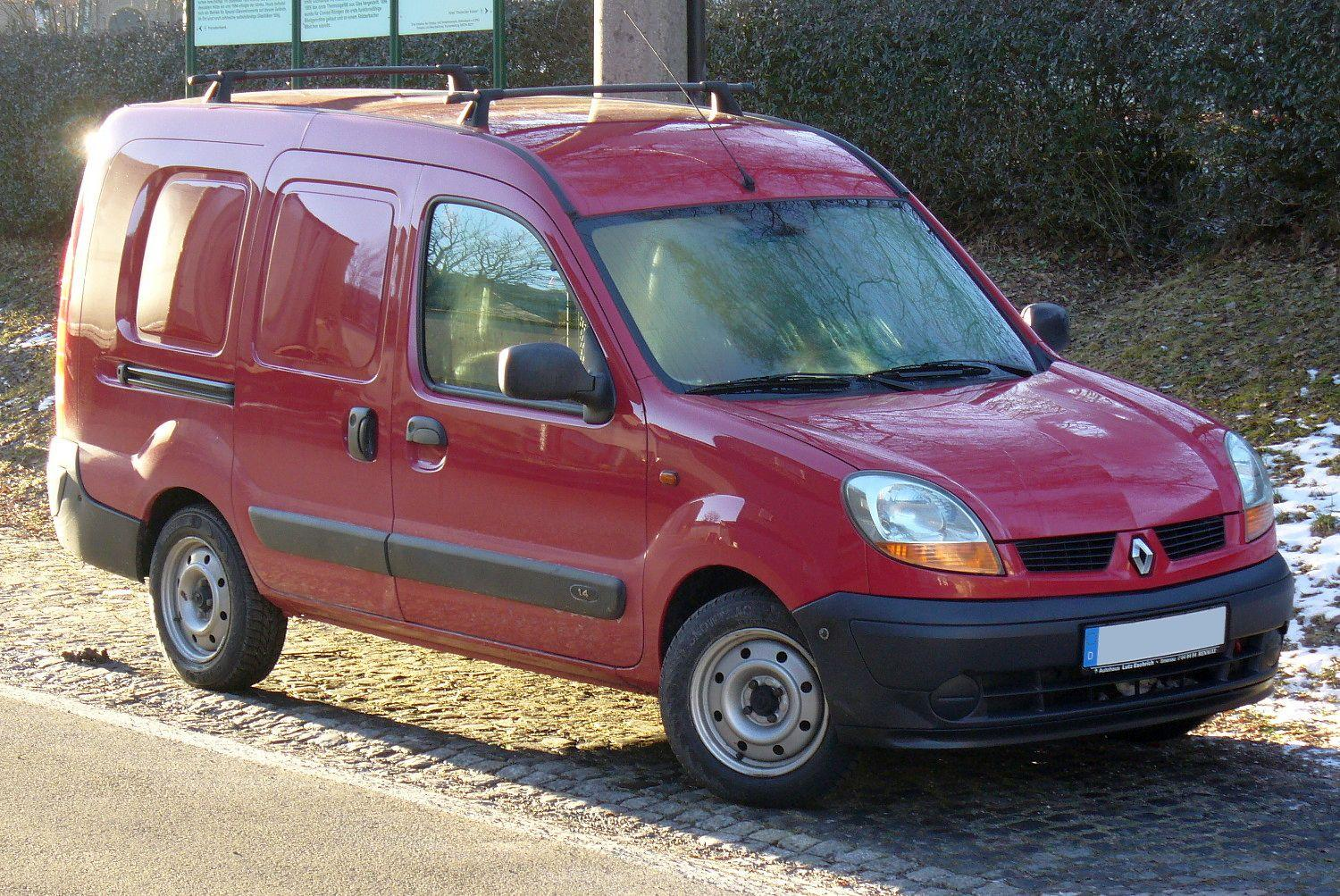
Renault Kangoo Rapid Maxi Phase II
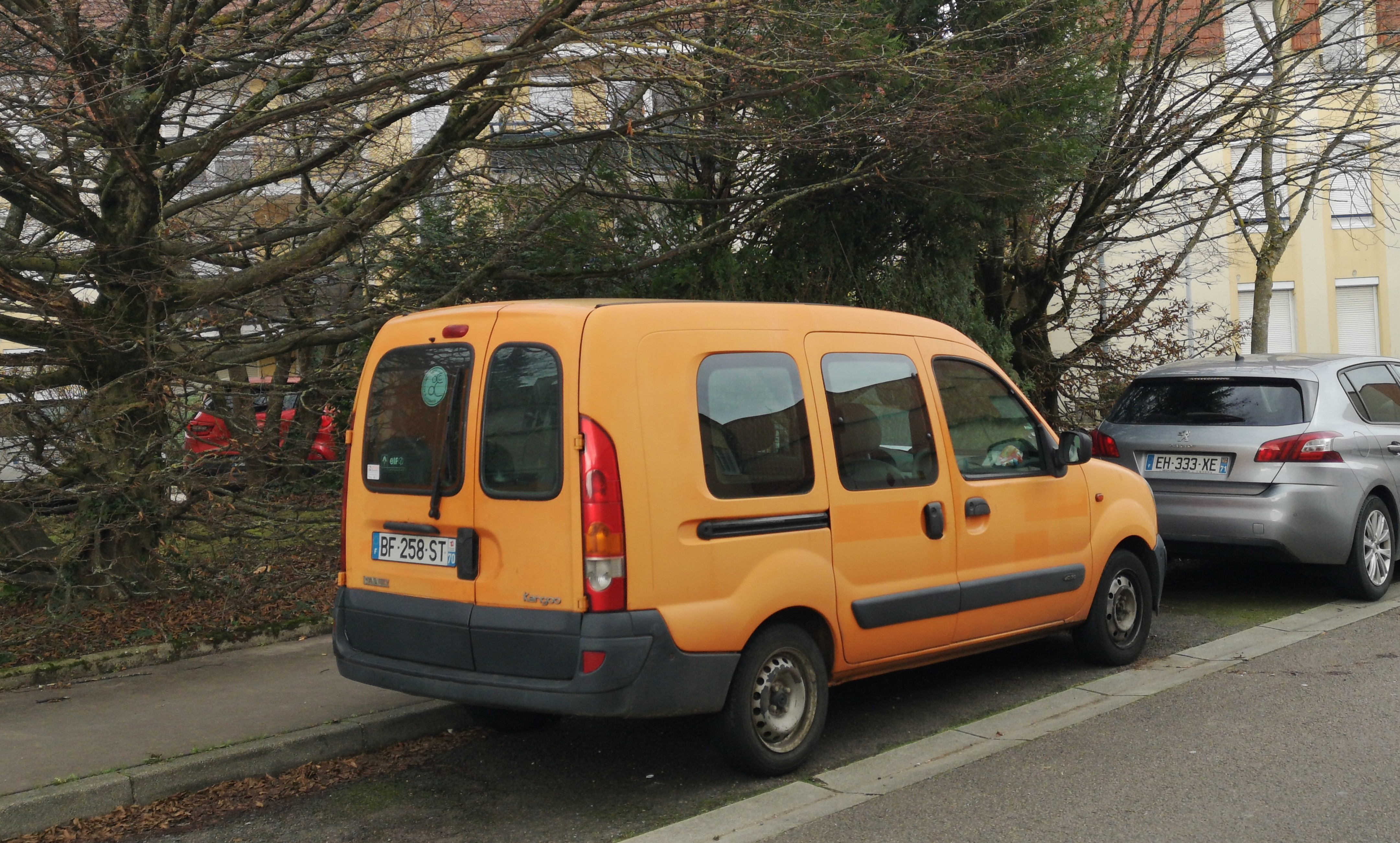
Renault Kangoo lang (Rückansicht)

### Motorisierungen Kangoo (KC)
| Kangoo Phase 1 08/1997–03/2003 | Kangoo Phase 1 08/1997–03/2003 | Kangoo Phase 1 08/1997–03/2003 | Kangoo Phase 1 08/1997–03/2003 | Kangoo Phase 1 08/1997–03/2003 | Kangoo Phase 1 08/1997–03/2003 | Kangoo Phase 1 08/1997–03/2003 |
| ------------------------------ | ------------------------------ | ------------------------------ | ------------------------------ | ------------------------------ | ------------------------------ | ------------------------------ |
| Ottomotoren                    |                                |                                |                                |                                |                                |                                |
| Modell                         | Hubraum                        | Zylinder                       | Leistung                       | Drehmoment                     | Bemerkung                      | Bauzeitraum                    |
| 1.2 l                          | 1149 cm³                       | 4                              | 43 kW (58 PS) bei 5250/min     | 93 Nm bei 2500/min             |                                | 1997–2001                      |
| 1.2 l 16V                      | 1149 cm³                       | 4                              | 55 kW (75 PS) bei 5500/min     | 105 Nm bei 3500/min            |                                | 2001–2003                      |
| 1.4 l                          | 1390 cm³                       | 4                              | 55 kW (75 PS) bei 5500/min     | 114 Nm bei 4250/min            |                                | 1997–2001                      |
| 1.6 l 16V (4x4)                | 1598 cm³                       | 4                              | 70 kW (95 PS) bei 5000/min     | 148 Nm bei 3750/min            | auch mit Allrad (4x4)          | 2001–2003                      |
| Diesel                         |                                |                                |                                |                                |                                |                                |
| 1.5 l dCi                      | 1461 cm³                       | 4                              | 48 kW (65 PS) bei 4000/min     | 160 Nm bei 2000/min            |                                | 2002–2003                      |
| 1.5 l dCi                      | 1461 cm³                       | 4                              | 60 kW (82 PS) bei 4250/min     | 185 Nm bei 1750/min            |                                | 2002–2003                      |
| 1.9 l D eco                    | 1870 cm³                       | 4                              | 40 kW (54 PS) bei 4000/min     | 120 Nm bei 2250/min            |                                | 1998–1999                      |
| 1.9 l D                        | 1870 cm³                       | 4                              | 47 kW (64 PS) bei 5400/min     | 120 Nm bei 2250/min            |                                | 1997–2003                      |
| 1.9 l dTi                      | 1870 cm³                       | 4                              | 59 kW (80 PS) bei 4000/min     | 160 Nm bei 2000/min            |                                | 1999–2003                      |
| 1.9 l dCi 4x4                  | 1870 cm³                       | 4                              | 59 kW (80 PS) bei 4000/min     | 180 Nm bei 2000/min            | mit Allrad                     | 2001–2003                      |

| Kangoo Phase 2 03/2003–10/2005 | Kangoo Phase 2 03/2003–10/2005 | Kangoo Phase 2 03/2003–10/2005 | Kangoo Phase 2 03/2003–10/2005 | Kangoo Phase 2 03/2003–10/2005 | Kangoo Phase 2 03/2003–10/2005 | Kangoo Phase 2 03/2003–10/2005 |
| ------------------------------ | ------------------------------ | ------------------------------ | ------------------------------ | ------------------------------ | ------------------------------ | ------------------------------ |
| Ottomotoren                    |                                |                                |                                |                                |                                |                                |
| Modell                         | Hubraum                        | Zylinder                       | Leistung                       | Drehmoment                     | Bemerkung                      | Bauzeitraum                    |
| 1.2 l                          | 1149 cm³                       | 4                              | 43 kW (60 PS) bei 5250/min     | 93 Nm bei 2500/min             |                                | 2003–2005                      |
| 1.2 l 16V                      | 1149 cm³                       | 4                              | 55 kW (75 PS) bei 5500/min     | 105 Nm bei 3500/min            |                                | 2003–2005                      |
| 1.6 l 16V (4x4)                | 1598 cm³                       | 4                              | 70 kW (95 PS) bei 5000/min     | 148 Nm bei 3750/min            | auch mit Allrad                | 2003–2005                      |
| Diesel                         |                                | 4                              |                                |                                |                                |                                |
| 1.5 l dCi                      | 1461 cm³                       | 4                              | 48 kW (65 PS) bei 4000/min     | 160 Nm bei 2000/min            |                                | 2003–2005                      |
| 1.5 l dCi                      | 1461 cm³                       | 4                              | 60 kW (80 PS) bei 4250/min     | 185 Nm bei 1750/min            |                                | 2003–2005                      |
| 1.9 l dCi 4x4                  | 1870 cm³                       | 4                              | 62 kW (84 PS) bei 4000/min     | 180 Nm bei 2000/min            | mit Allrad                     | 2003–2005                      |

| Kangoo Phase 3 10/2005–12/2009 | Kangoo Phase 3 10/2005–12/2009 | Kangoo Phase 3 10/2005–12/2009 | Kangoo Phase 3 10/2005–12/2009 | Kangoo Phase 3 10/2005–12/2009 | Kangoo Phase 3 10/2005–12/2009 | Kangoo Phase 3 10/2005–12/2009 |
| ------------------------------ | ------------------------------ | ------------------------------ | ------------------------------ | ------------------------------ | ------------------------------ | ------------------------------ |
| Ottomotoren                    |                                |                                |                                |                                |                                |                                |
| Modell                         | Hubraum                        | Zylinder                       | Leistung                       | Drehmoment                     | Bemerkung                      | Bauzeitraum                    |
| 1.6 l 16V Erdgas               | 1598 cm³                       | 4                              | 60 kW (82 PS) bei 5000/min     | 148 Nm bei 3750/min            |                                | 2006–2008                      |
| 1.6 l 16V (4x4)                | 1598 cm³                       | 4                              | 70 kW (95 PS) bei 5000/min     | 148 Nm bei 3750/min            | auch mit Allrad                | 2005–2007                      |
| Diesel                         |                                |                                |                                |                                |                                |                                |
| 1.5 l dCi                      | 1461 cm³                       | 4                              | 50 kW (68 PS) bei 4000/min     | 160 Nm bei 2000/min            |                                | 2005–2008                      |
| 1.5 l dCi                      | 1461 cm³                       | 4                              | 62 kW (84 PS) bei 4000/min     | 185 Nm bei 1750/min            |                                | 2005–2008                      |

#### KangooElectri' Cité
Der Renault Kangoo Electri' Cité wurde ausschließlich in Frankreich vertrieben. Er wird rein elektrisch von Nickel-Cadmium-(NiCd)Akkus der Firma Saft mit einem 25-kW-Elektromotor über die Vorderräder angetrieben. Er erreicht eine Geschwindigkeit bis zu 110 km/h, die Reichweite beträgt 80 bis 100 km, der Verbrauch ab Steckdose ca. 25 kWh/100 km. Ein Ladegerät für 230 V, 50 Hz ist eingebaut und kann zwischen 2,2 kW (10 A-Sicherung) oder 3,5 kW (16 A-Sicherung) umgeschaltet werden.

#### KangooElect'road RE
Der Renault Kangoo Elect'road RE (RE steht für Range Extender) wurde ausschließlich in Frankreich vertrieben. Er wird als serieller-Hybrid rein elektrisch von Nickel-Cadmium-Akkumulatoren der Firma Saft mit einem 25-kW-Elektromotor über die Vorderräder angetrieben. Er erreicht eine Geschwindigkeit bis zu 110 km/h, die Reichweite rein elektrisch beträgt 80 bis 100 km, der Verbrauch ca. 25 kWh/100 km. Der Generator zur Reichweitenerhöhung wird von einem Zweizylinder-Ottomotor mit 16 kW Leistung angetrieben. Dieser unterstützt im Bedarfsfall die Fahrbatterie. Mit einer Tankfüllung von 11 Litern Benzin erhöht sich so die Reichweite auf über 200 km. Dieser Wagen war zu seiner Zeit einer der wenigen erhältlichen Plug-in-Hybride, da der Antriebsakku auch mit Strom aus der Steckdose gespeist werden konnte.
Cleanova II

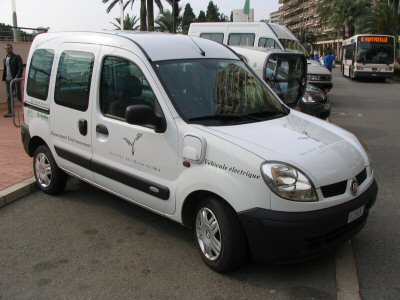
Kangoo plug-in hybrid

Von der Société de Véhicules Electriques (SVE), einem Joint Venture zwischen Dassault, Heuliez und Hydro-Québec, wurden 2004 und 2005 drei Plug-in-Hybridfahrzeugen gebaut. Der auf dem Renault Kangoo basierende Cleanova II  wurde von SVE im Oktober 2004 auf der Paris motor show vorgestellt. Auf der Ever Monaco 2007, auf der das Fahrzeug ausgestellt war, konnte es von Fachbesuchern probeweise gefahren werden. Ein 60 kW-Elektromotor, ein 20- kW-Motor/Generator und ein 40 kW starker 750 cm³ großer Zweizylinder-Viertaktmotor, bilden eine neu entwickelte Antriebseinheit. Durch zwei elektronisch gesteuerte Kupplungen konnte das Fahrzeug unter 80 km/h als Serial-Hybrid und über 80 km/h mit parallel Hybrid-Antrieb gefahren werden. Der Verbrennungsmotor (von Weber Motor) war so ausgelegt, dass er mit jeder Mischung aus Ethanol und Benzin betrieben werden konnte. Ein 24 kWh fassender Lithium-Eisen-Phosphat-Akku sorgt für mehr Reichweite und wegen seines besseren Wirkungsgrades auch für einen geringeren Verbrauch als der Ni-Ca-Akku im Elect´road RE. Der Normverbrauch betrug innerorts 14,4 kWh/100 km und außerorts 19,6 kWh/100 km.

### Nissan Kubistar
Die Lieferwagenversion des Kangoo wurde von August 2003 bis Januar 2009 auch von Nissan als Nissan Kubistar vertrieben und ersetzte den Vanette. Im Gegensatz zum Kangoo war der Kubistar nur als leichtes Nutzfahrzeug erhältlich. Außerdem standen jeweils nur drei Otto- und Dieselmotoren zur Wahl.
Im Januar 2008 erschien die zweite Generation des Renault Kangoo (Typ W) auf dem Markt. Der Nissan Kubistar wurde noch bis Anfang 2009 produziert und dann durch den von Nissan selbst entwickelten Nissan NV200 ersetzt.

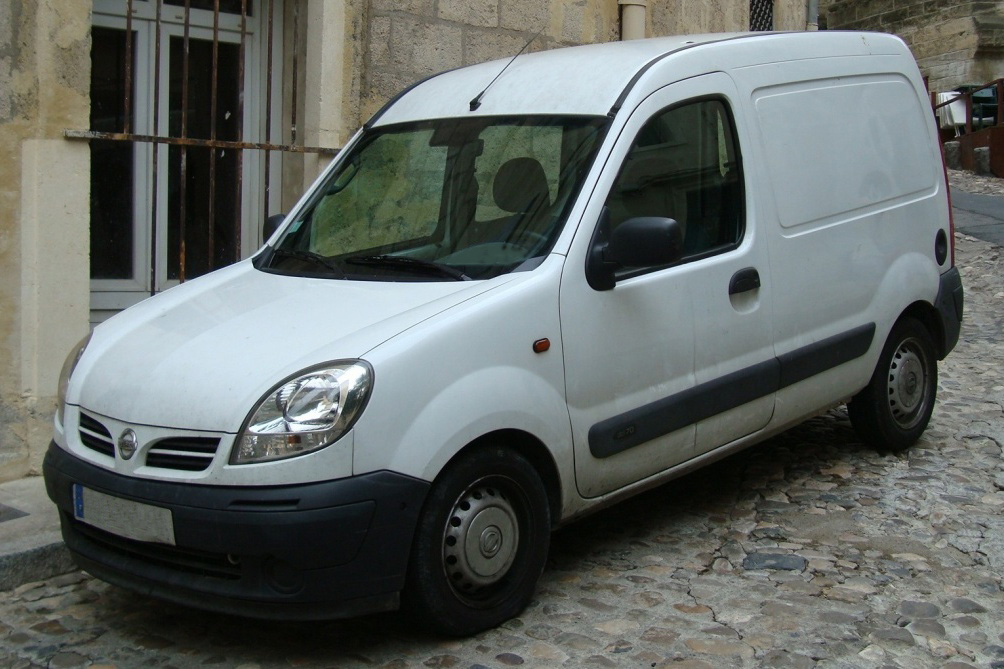
Nissan Kubistar (2003–2009)

### Sondermodelle
Den Kangoo gab es von Oktober 2001 bis Juni 2007 auch als Modell mit automatisch zuschaltendem Allradantrieb. Bis Ende 2005 war dieser 4×4 auch als Diesel erhältlich.

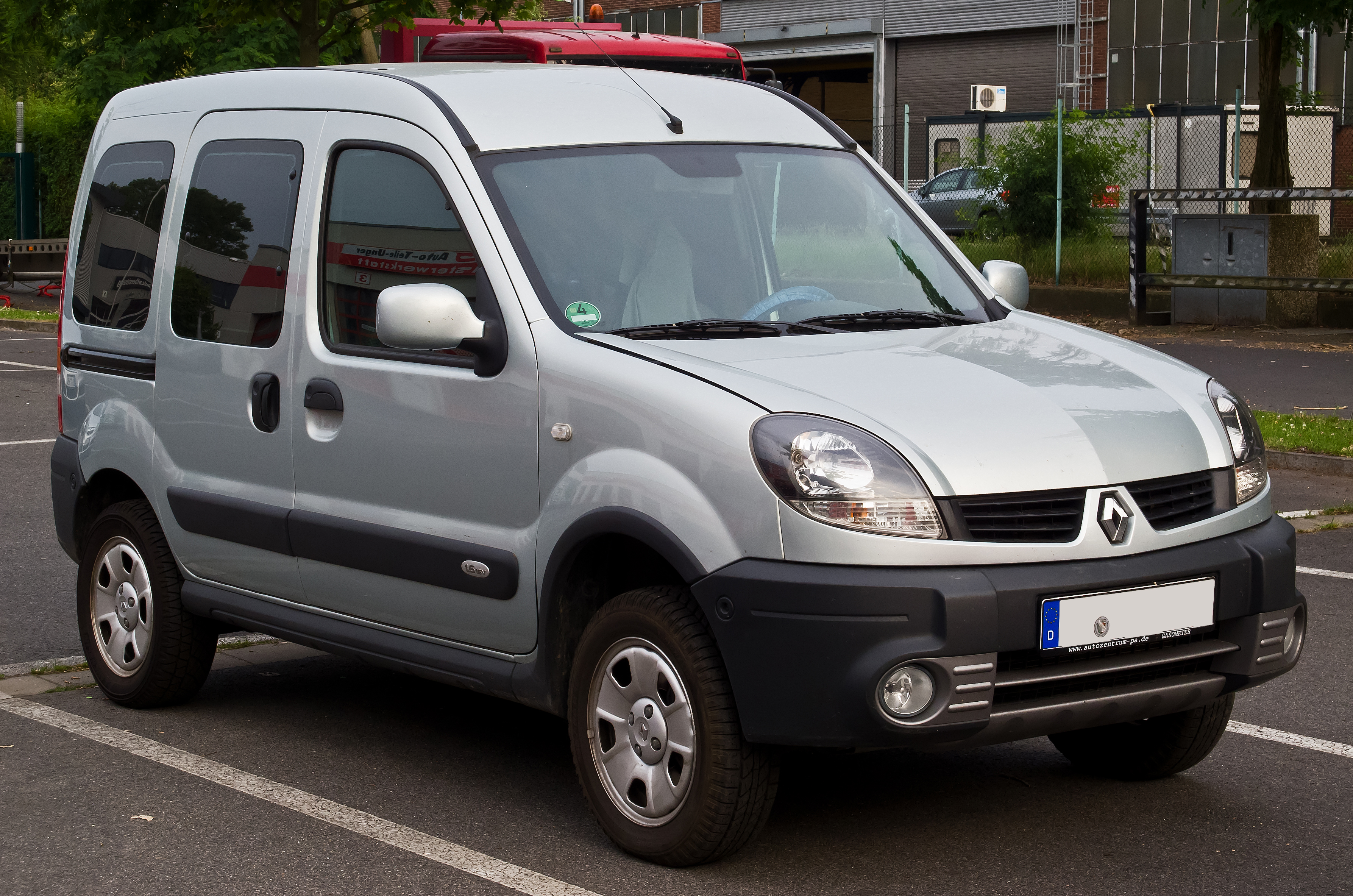
Renault Kangoo 4x4 (2003–2007)
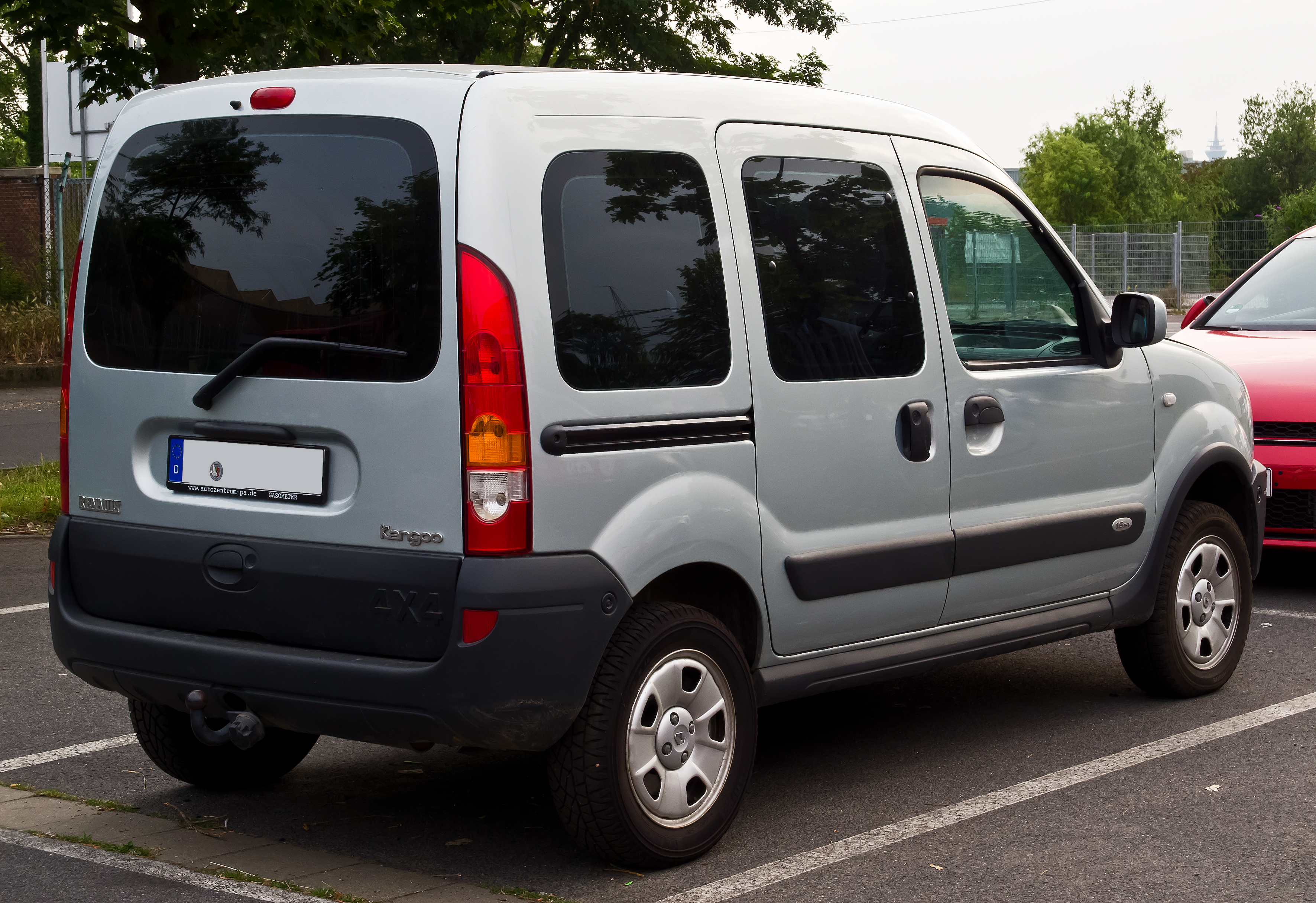
Heckansicht

## Kangoo (Typ W, 2008–2021)
| Sterne im Euro-NCAP-Crashtest | Vier Sterne im Euro-NCAP-Crashtest |

Nachdem der Renault Kangoo mehr als 2,2 Millionen Mal verkauft wurde, stellte Renault auf der IAA im September 2007 die Neuauflage des Kangoo vor. Im Februar 2008 kam die zweite Generation auf den Markt.
Die Plattform X61 basiert nicht mehr auf einer Kleinwagenplattform, sondern auf der des Mégane und des Scénic. Der Kangoo wurde um 178 mm länger und misst nun 4214 mm, was vor allem dem Innenraum zugutekommt. Neu sind unter anderem ein höhenverstellbarer Sitz sowie ein höhenverstellbares Lenkrad sowie elektrisch versenkbare Seitenscheiben in den Schiebetüren. Erstmals ist der Kangoo auch mit FAP (Rußpartikelfilter) und sechs Gängen erhältlich. Er wird in unterschiedlichen Ausstattungsvarianten angeboten:
- Access (ab 2010)
- Authentique
- Expression
- Privilège (bis 2010)
- Luxe (ab 2010)
- Sondermodell HAPPY FAMILY

Des Weiteren gibt es zwei Kurzversionen: den kurzen VU (Véhicule Utilitaire/Nutzfahrzeug) ab Sommer 2008 und den kurzen VP (Véhicule Particuliaire/Personenfahrzeug) ab 2009. Ab 2012 wurde auch eine 7-sitzige Version mit verlängertem Radstand mit der Bezeichnung Grand Kangoo angeboten.

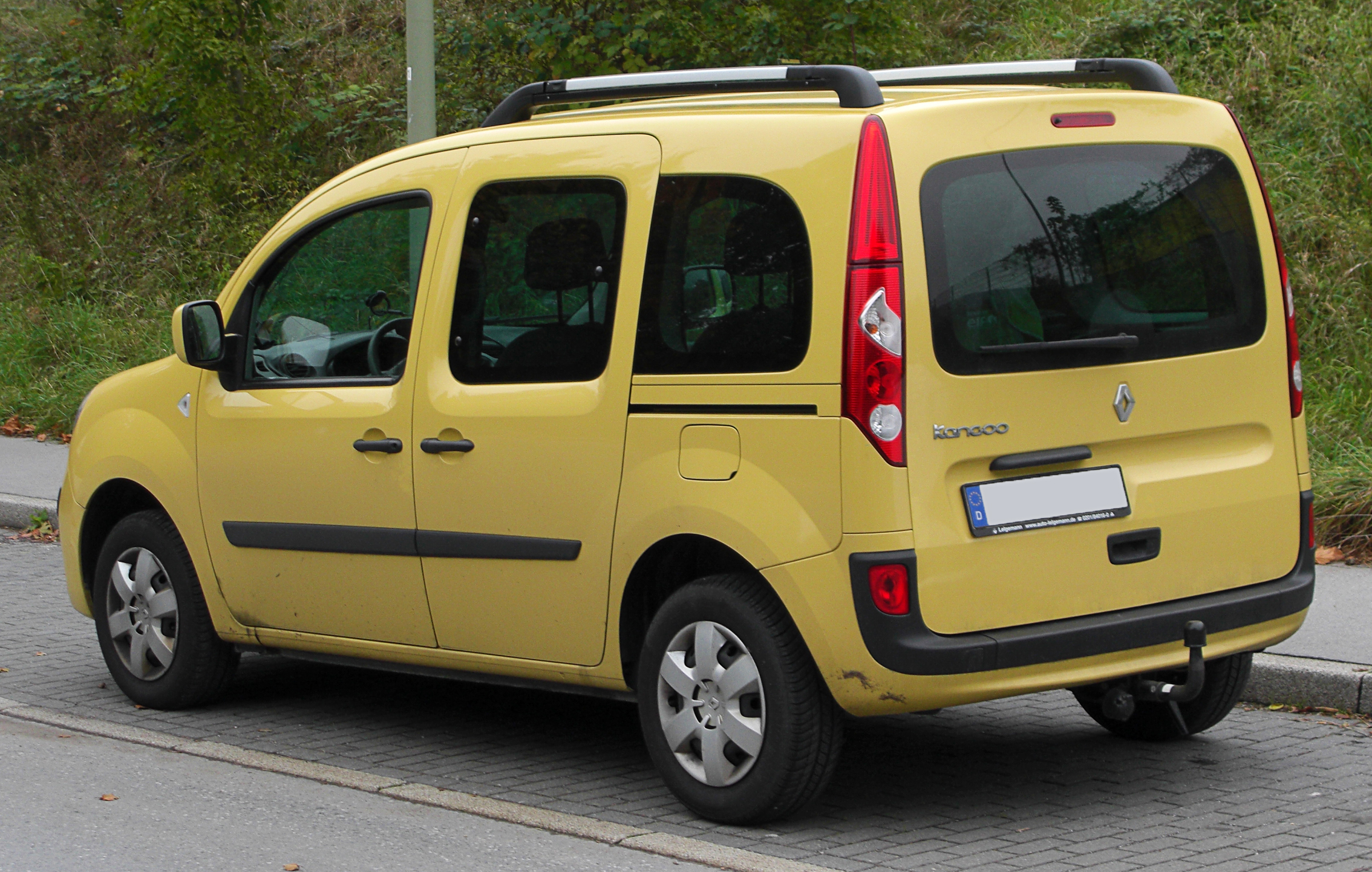
Heckansicht
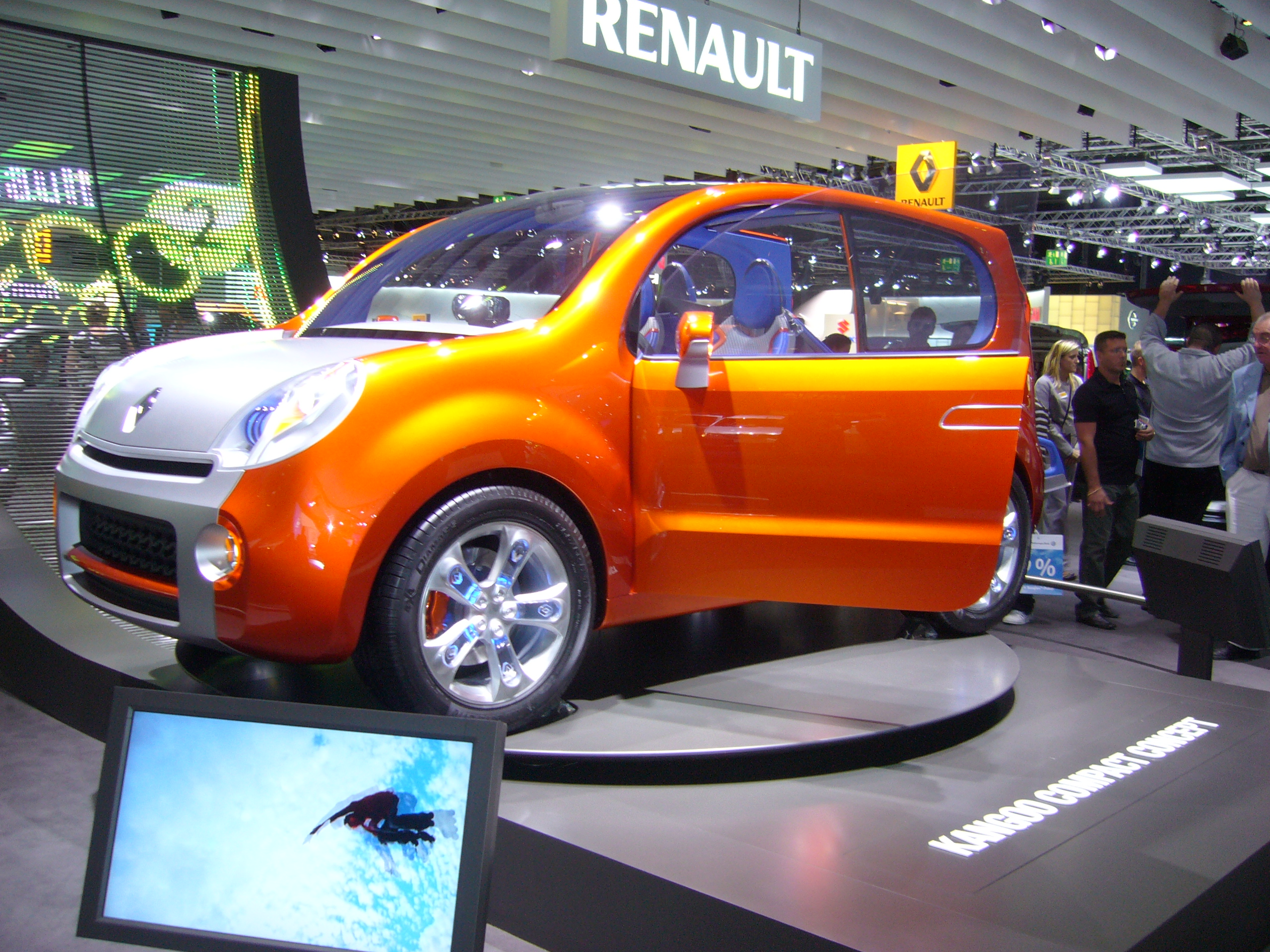
Konzept der Kurzversion
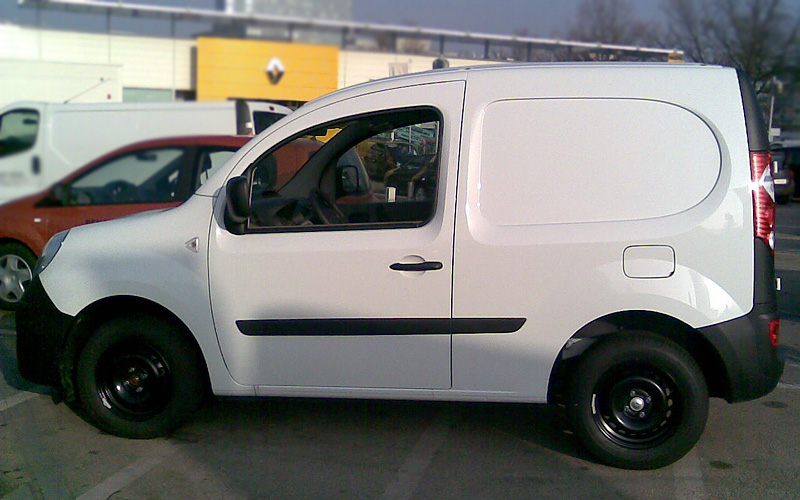
Kangoo als kurze Lkw-Version
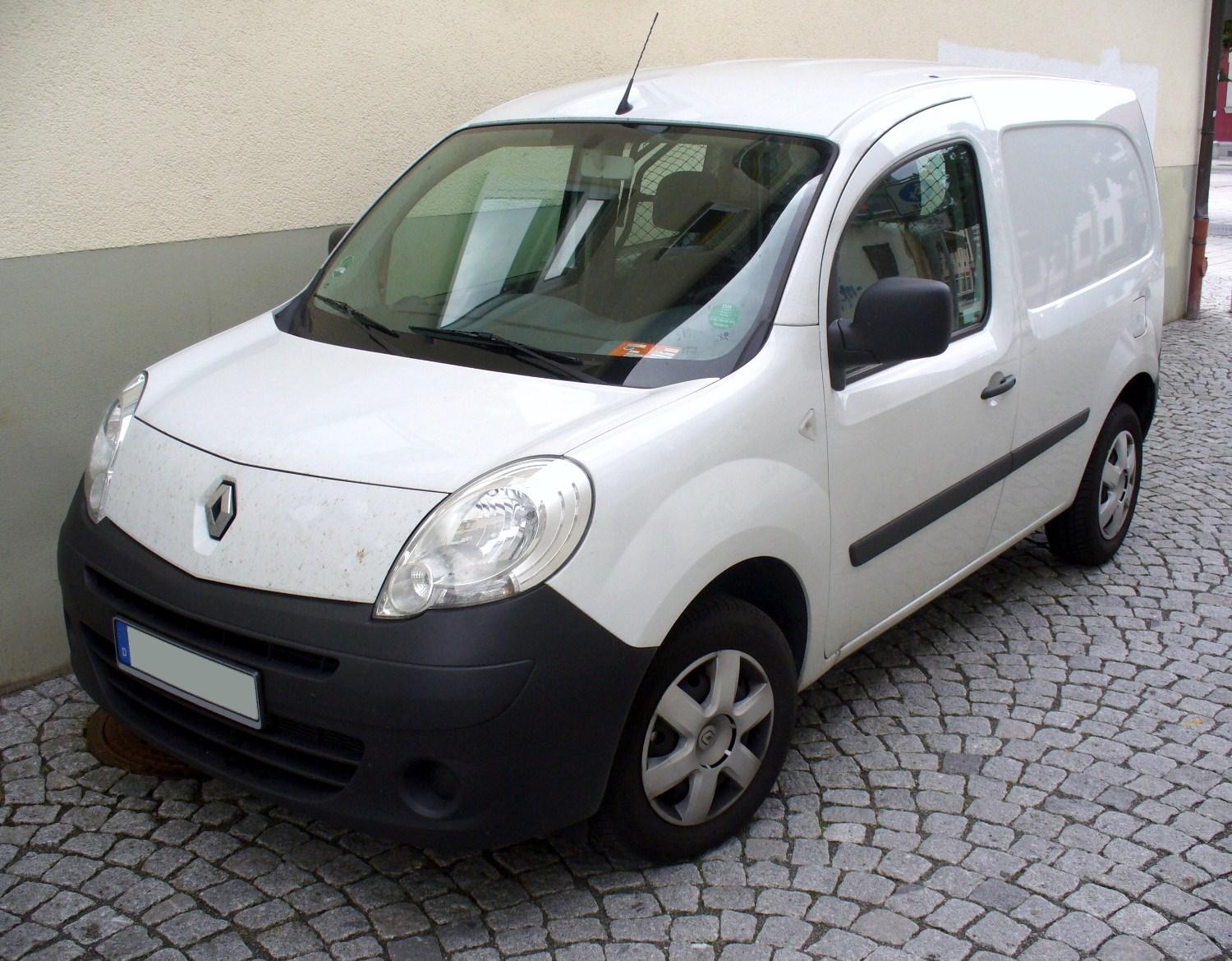
Kangoo als lange Lkw-Version

### Modellpflege

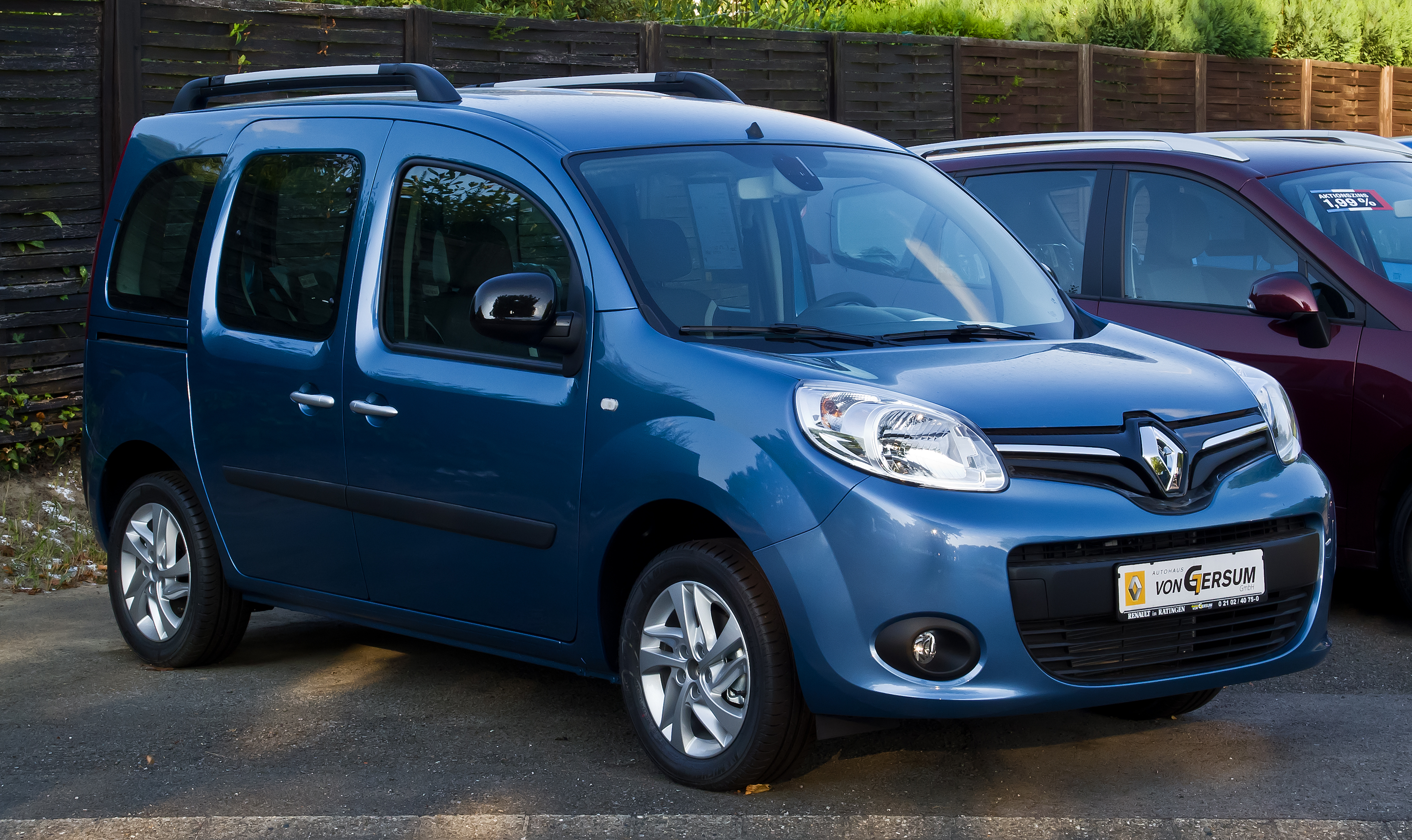
Renault Kangoo (2013–2021)

Im März 2013 wurde dem Kangoo eine Modellpflege zuteil. Das überarbeitete Modell wurde erstmals auf dem Genfer Automobilsalon 2013 öffentlich vorgestellt.
Bei diesem Facelift wurden die Front, die Heckleuchten sowie das Interieur des Kangoo dem Familien-Design angepasst. Der Verkauf startete im Juni 2013.

### Motorisierungen
| Benziner     | Benziner | Benziner | Benziner                    | Benziner              | Benziner             | Benziner        |
| ------------ | -------- | -------- | --------------------------- | --------------------- | -------------------- | --------------- |
| Variante     | Zylinder | Hubraum  | Leistung                    | Höchstgeschwindigkeit | Beschleunigung 0–100 | Bauzeitraum     |
| 1.2 16V TCe  | 4        | 1197 cm³ | 84 kW (114 PS) bei 4500/min | 170 km/h              | 14,0 s               | 03/2013–07/2015 |
| 1.2 16V TCe  | 4        | 1197 cm³ | 84 kW (115 PS) bei 4500/min | 173 km/h              | 11,7 s               | 08/2015–08/2018 |
| 1.6 8V       | 4        | 1598 cm³ | 64 kW (87 PS) bei 5500/min  | 158 km/h              | 15,8 s               | 01/2008–06/2011 |
| 1.6 16V      | 4        | 1598 cm³ | 78 kW (106 PS) bei 5750/min | 170 km/h              | 13,0 s               | 02/2008–12/2014 |
| Diesel       |          |          |                             |                       |                      |                 |
| 1.5 dCi      | 4        | 1461 cm³ | 50 kW (68 PS) bei 4000/min  | 146 km/h              | 19,6 s               | 01/2008–08/2010 |
| 1.5 dCi      | 4        | 1461 cm³ | 55 kW (75 PS) bei 4000/min  | 150 km/h              | 16,3 s               | 09/2010–08/2018 |
| 1.5 dCi      | 4        | 1461 cm³ | 63 kW (86 PS) bei 3750/min  | 159 km/h              | 16,0 s               | 01/2008–08/2010 |
| 1.5 dCi      | 4        | 1461 cm³ | 66 kW (90 PS) bei 4000/min  | 160 km/h              | 14,6 s               | 09/2010–08/2018 |
| 1.5 dCi      | 4        | 1461 cm³ | 76 kW (103 PS) bei 4000/min | 170 km/h              | 13,2 s               | 01/2008–08/2010 |
| 1.5 dCi      | 4        | 1461 cm³ | 81 kW (110 PS) bei 4000/min | 170 km/h              | 12,3 s               | 09/2010–08/2018 |
| Blue dCi 80  | 4        | 1461 cm³ | 59 kW (80 PS) bei 3750/min  | 152 km/h              | 16,8 s               | 03/2019–04/2021 |
| Blue dCi 95  | 4        | 1461 cm³ | 70 kW (95 PS) bei 3750/min  | 161 km/h              | 13,8 s               | 03/2019–04/2021 |
| Blue dCi 115 | 4        | 1461 cm³ | 85 kW (115 PS) bei 3750/min | 172 km/h              | 11,2 s               | 03/2019–04/2021 |

### Kangoo be bop

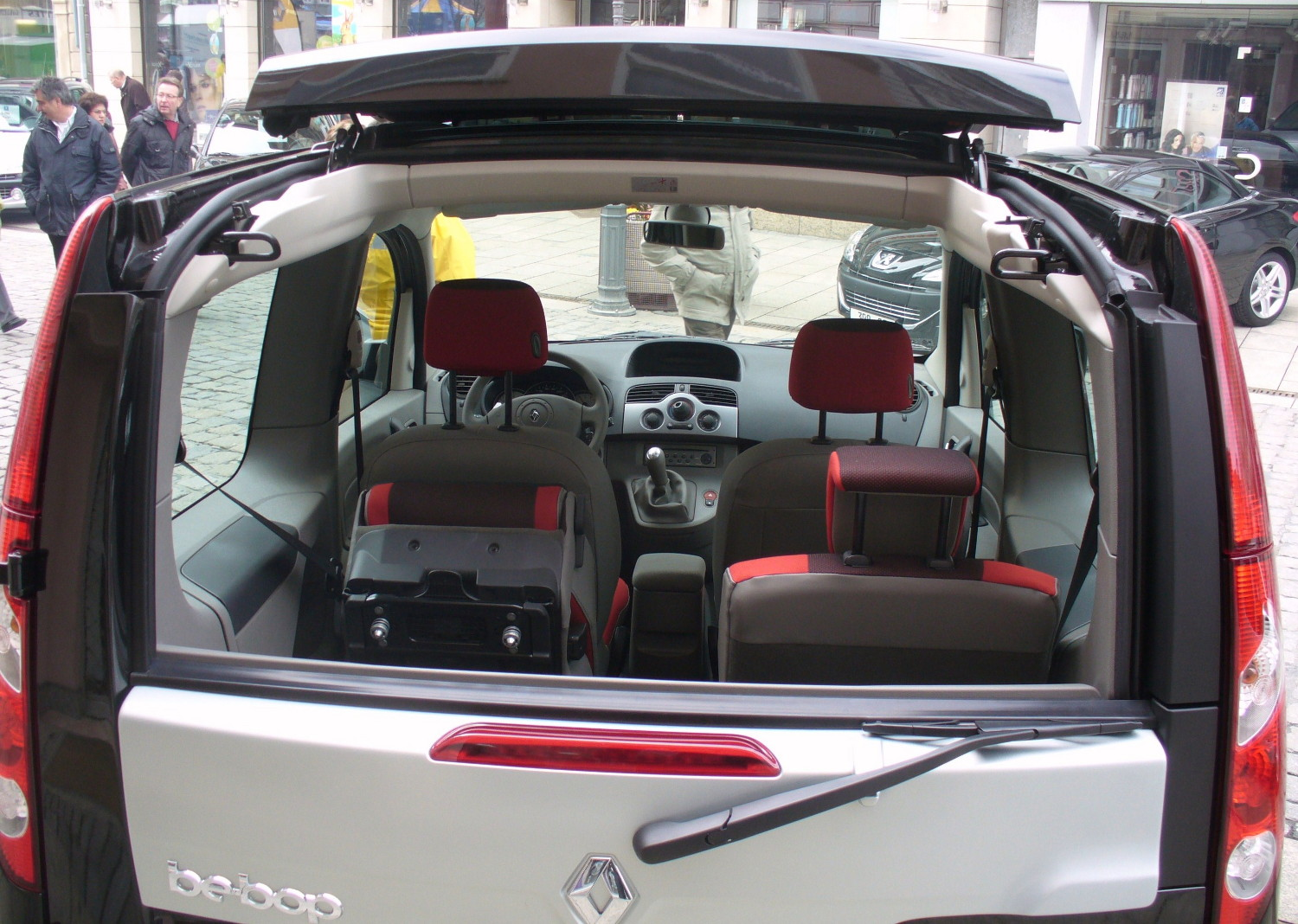
Kangoo be bop, Dachsystem

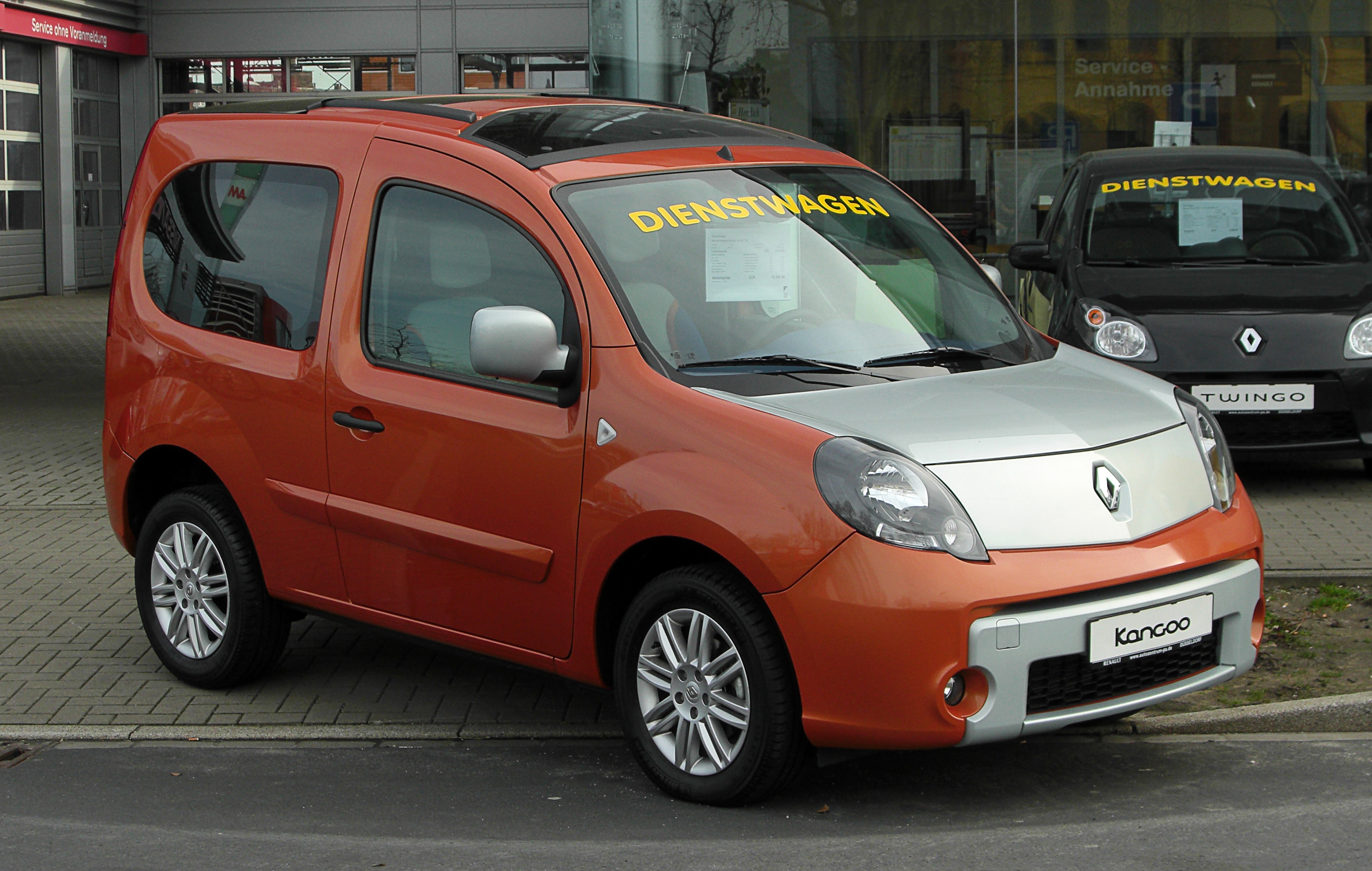
Renault Kangoo be bop (2009–2013)

Neben dem herkömmlichen Modell mit fünf Türen bot Renault ab April 2009 den dreitürigen Kangoo be bop (Schreibweise auch Be Bop) an. Diese 3,87 Meter lange Kangoo-Version wurde als Lifestyle-Fahrzeug mit Glasdach, vier Einzelsitzen und zweifarbiger Karosserie vermarktet. Auf ihm basiert das Ende 2008 vorgestellte Elektrofahrzeug Renault Z.E. Concept (70 kW Elektromotor mit einem Drehmoment von 226 Nm).
Die Produktion wurde mit dem Facelift des Kangoo im März 2013 eingestellt.

### KangooZ.E.

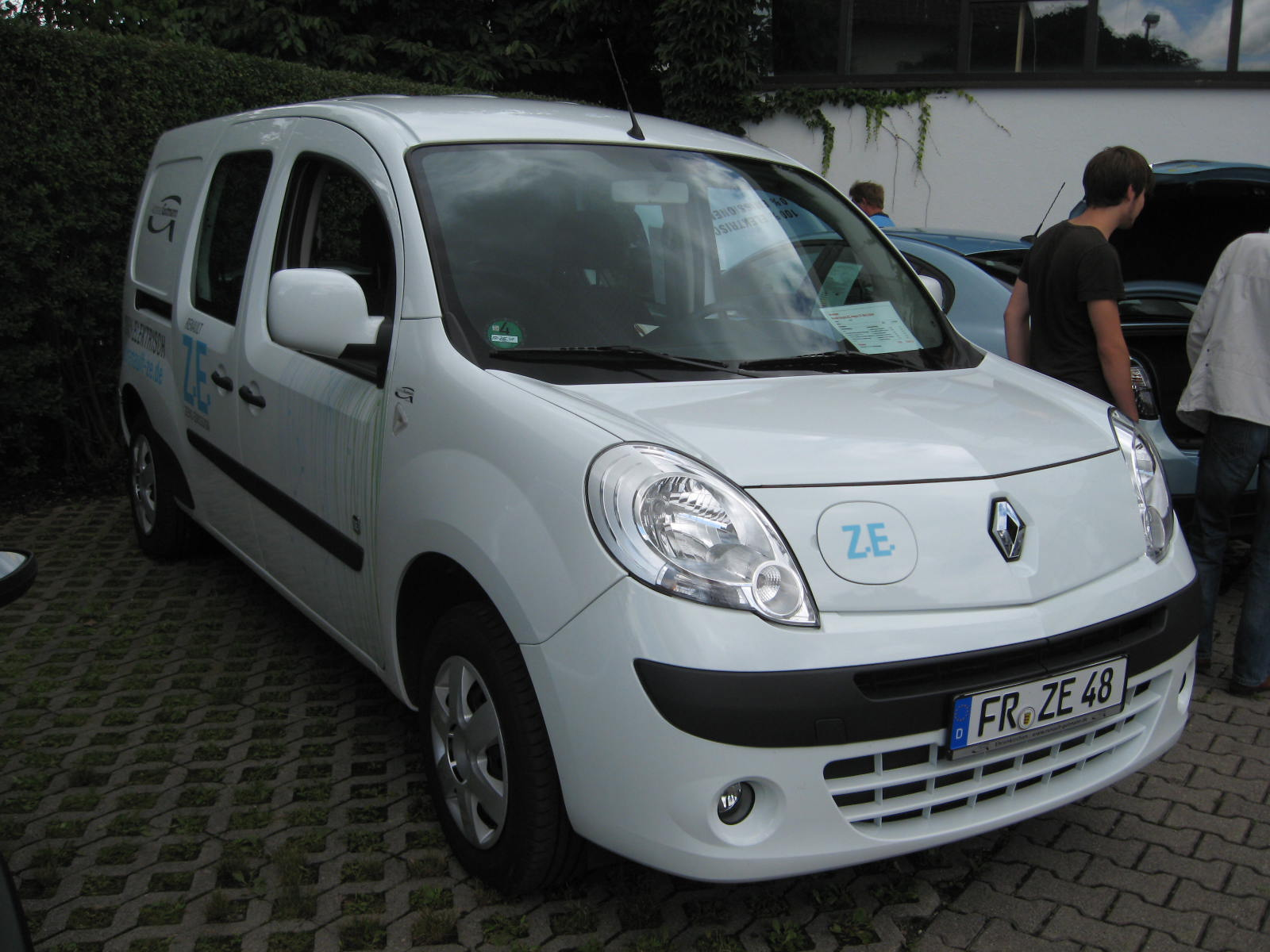
Renault Kangoo Z.E. (2011–2013)

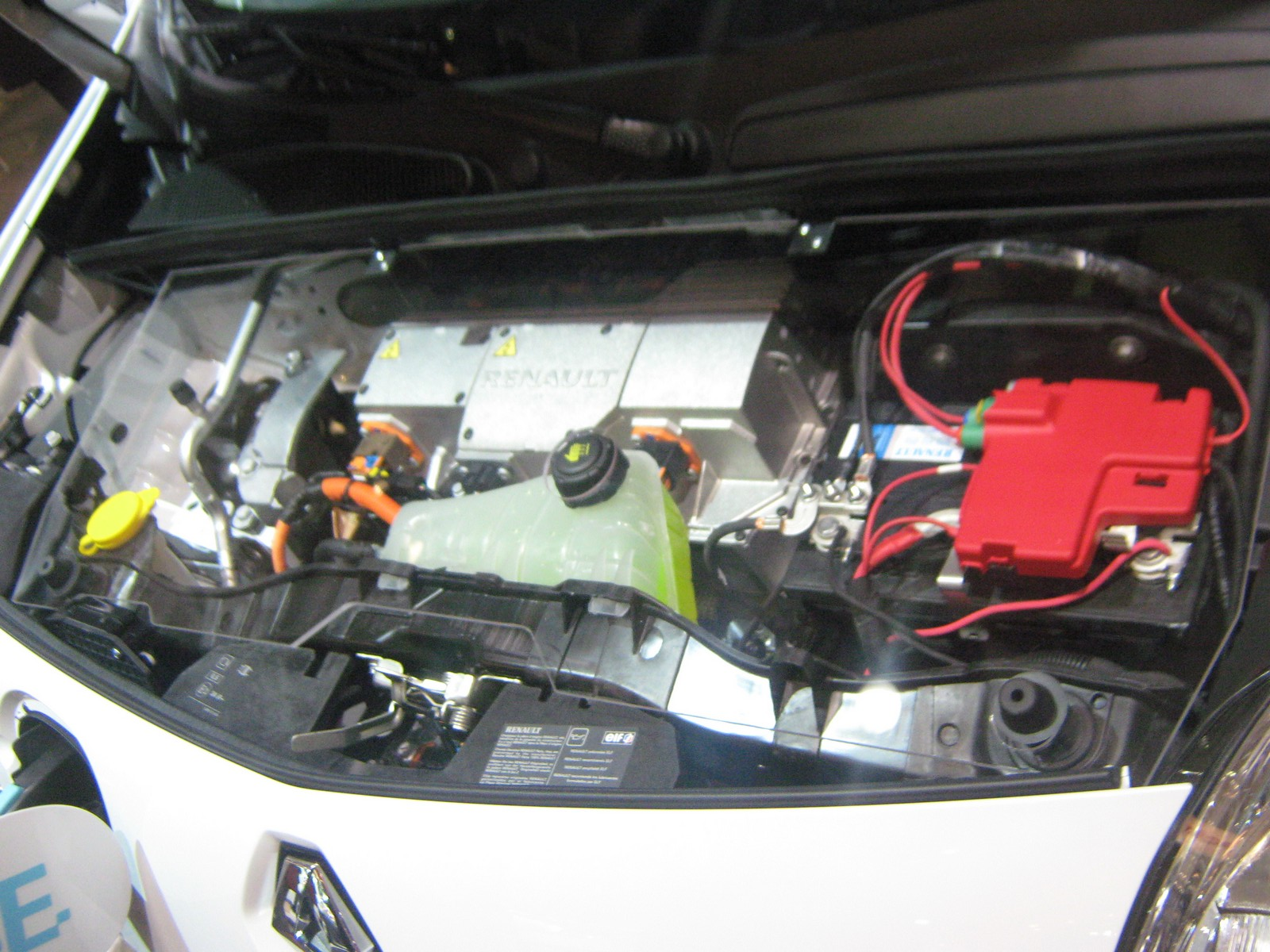
Kangoo Z.E., Motorraum

Ende 2011 begann der Verkauf des Kangoo Z.E. (für „Zero Emission“) in Deutschland zum Preis von 23.800 Euro inklusive Mehrwertsteuer – ohne Batterien. Die Batterien werden zusätzlich vermietet, zum Beispiel für 89,25 Euro monatlich bei einer Jahresfahrleistung von 15.000 Kilometern. Die Kapazität der Batterie betrug zunächst 22 kWh. 2017 wurde sie auf 33 kWh vergrößert, was die Normreichweite um 100 auf 270 km erhöht; es ist seitdem auch möglich, die Batterie zu kaufen.
Der Elektromotor des Wagens leistet 44 kW (60 PS).
Auch der Kangoo Z.E. bekam 2013 ein Facelift; dabei wurde wie beim elektrischen Renault Zoe der elektrische Anschluss hinter das Renault-Zeichen versetzt. Später wurde die Front an die Verbrennerversionen angeglichen.

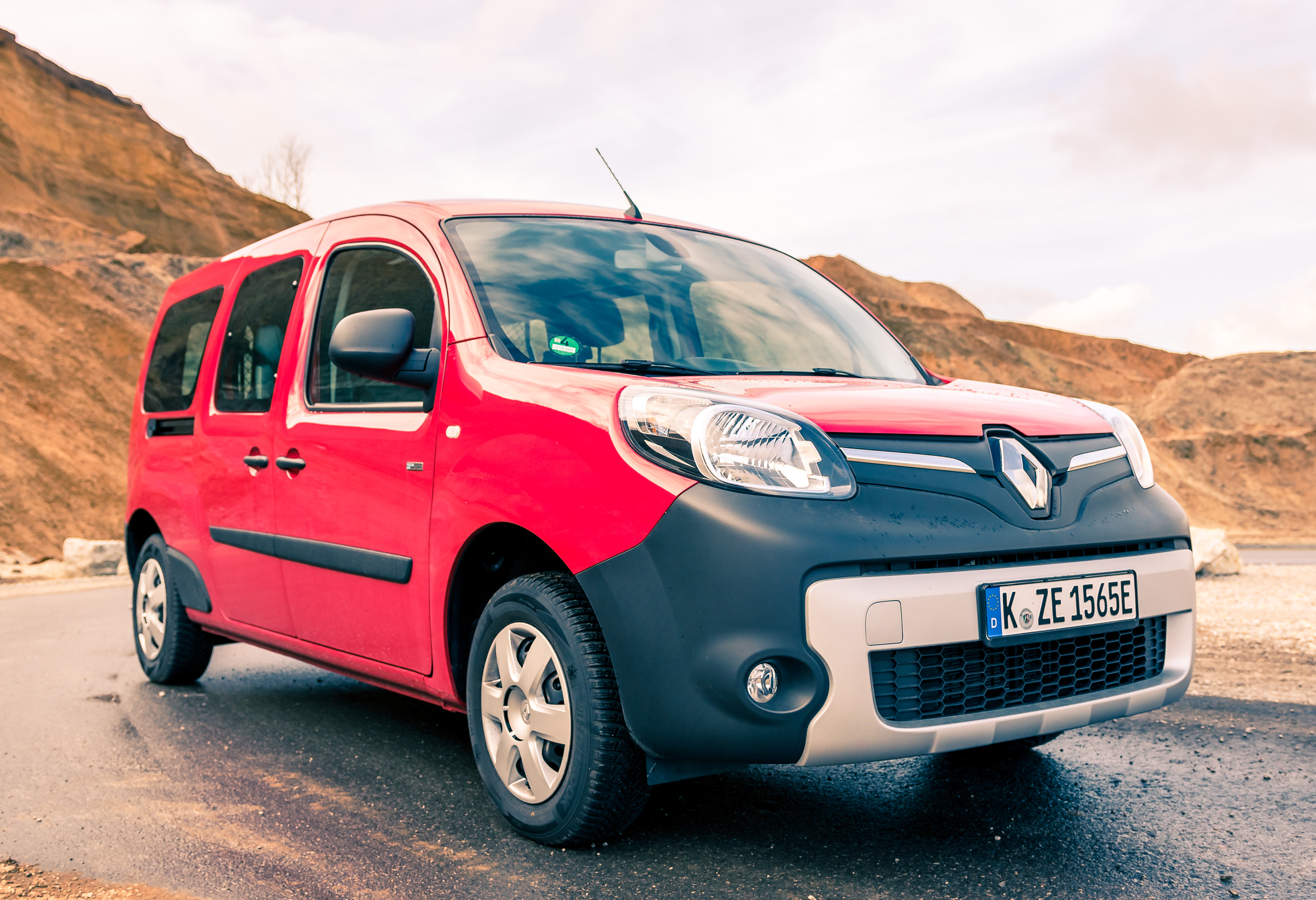
Kangoo Z.E. 2013
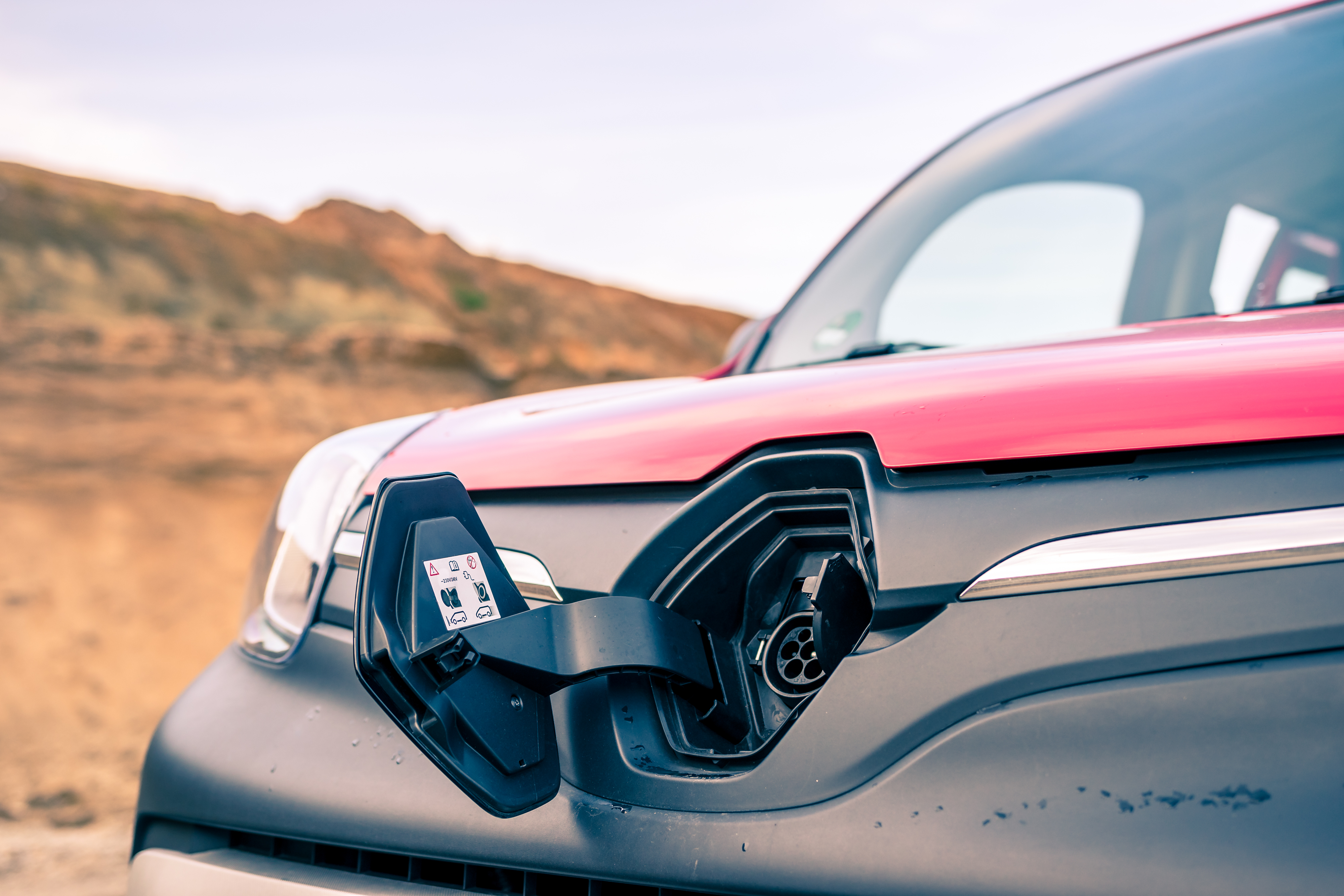
Kangoo Z.E. 2013, Stromanschluss
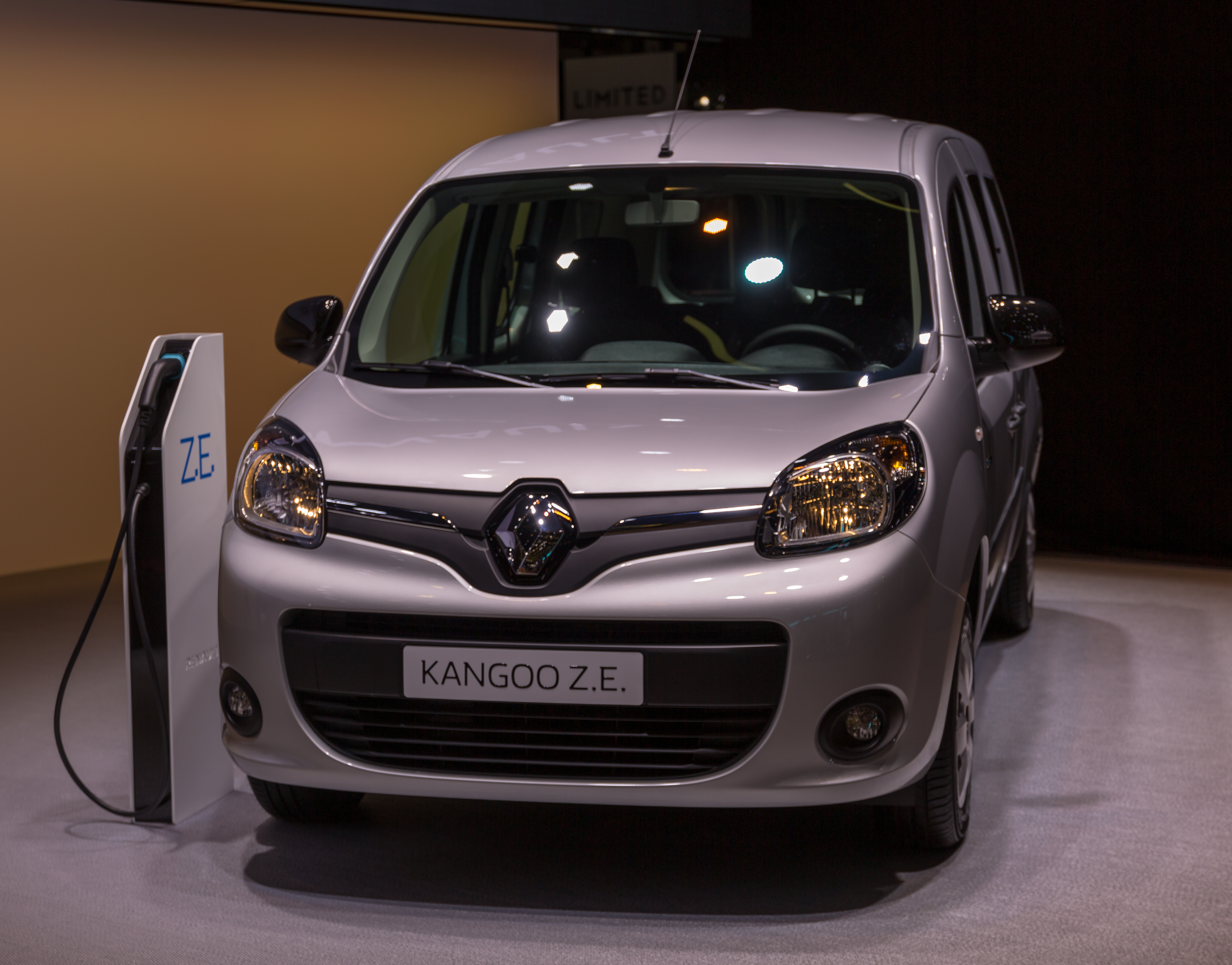
Kangoo Z.E. 2018 (Pariser Autosalon)
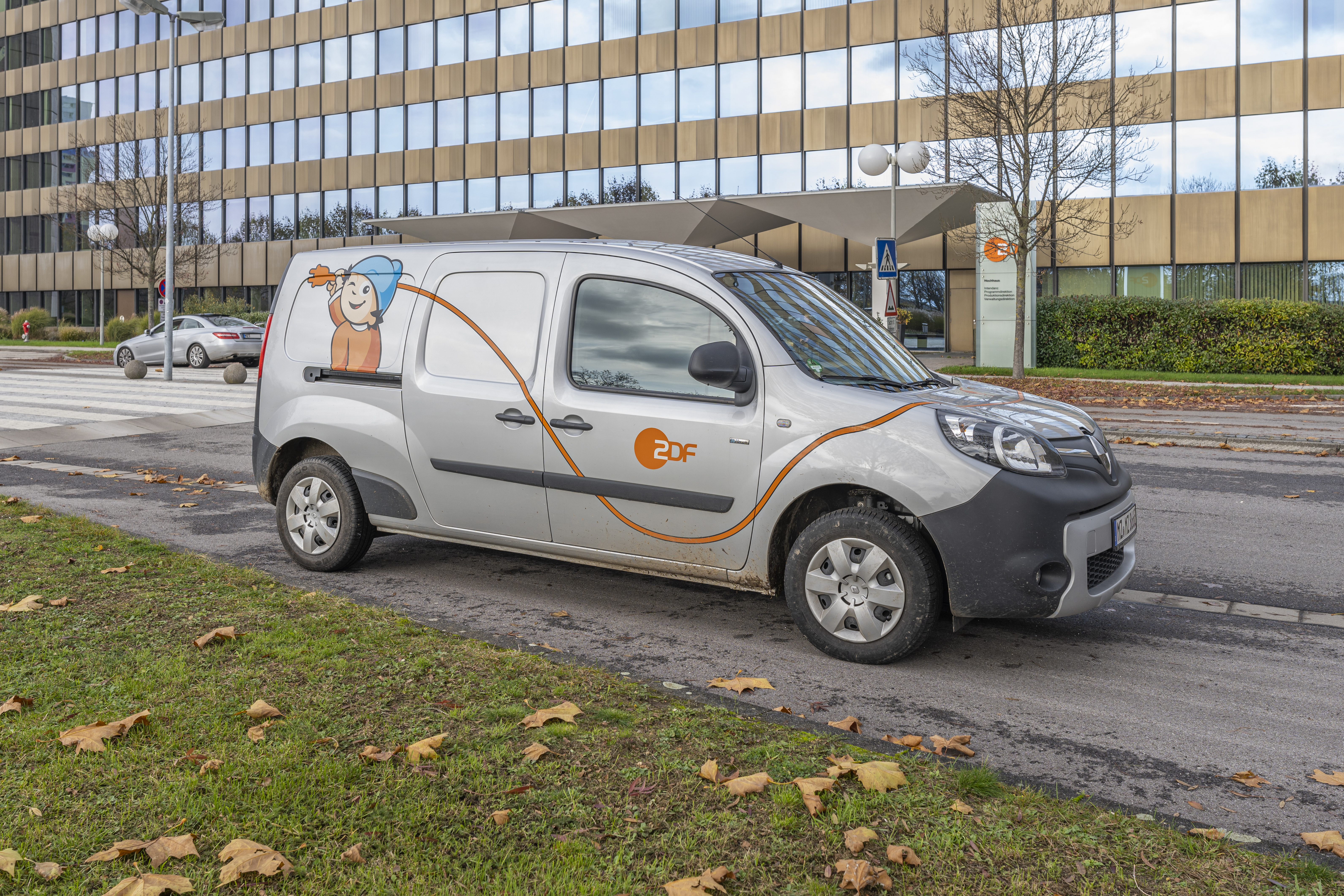
Kangoo Z.E. mit Mainzelmännchen

### KangooZ.E. H2
Im Juni 2015 wurden 21 dieser Fahrzeuge in Grenoble ausgeliefert.
2017 wurde mit dem Verkauf des Kangoo Z.E. H2 in Deutschland begonnen. Diese Version ist ein Elektroauto mit Lithium-Ionen-Batterie und Brennstoffzelle des französischen Herstellers Symbio Fcell. Dafür waren kaum grundlegende Veränderungen am Fahrzeug selbst nötig: die zusätzlichen Komponenten, die für 7000 Betriebsstunden ausgelegt sind, wurden in einem H2-Kit zusammengefasst. Die konzeptionelle Auslegung des Kits erfolgte in enger Zusammenarbeit mit Renault Tech. Die Kits werden in einer Michelin-Fabrik zusammengebaut und entsprechen allen Automobilstandards samt Komponentenverfolgung. Der Wagen mit 44 kW Elektromotor erreicht 130 km/h Höchstgeschwindigkeit.
Die maximale elektrische Reichweite des Z.E. H2 liegt bei 270 km; 230 km kommen durch die Brennstoffzelle hinzu. Der Lithium-Ionen-Akku hat eine Kapazität von 33 kWh. Ein Z.E. H2 von 2015 (erste Generation) mit 22-kWh-Standardakku-Aufladung und 1,8 kg Wasserstoff hatte auf einer gemischten Nachtfahrt (Licht und Heizung eingeschaltet; in Städten und Stadtrandgebieten) 367 Kilometer Reichweite. Befüllt wird der Wasserstofftank je nach Druck mit 1,78 kg bei 350 bar und mit 2,09 kg bei 700 bar. Der Verbrauch liegt bei 0,87 kg auf 100 km. Der Preis für den Kangoo Z.E. H2 ist ebenfalls abhängig vom Befüllungsdruck und liegt bei einem Listenpreis von 52.550 EUR für die 350-bar-Version bzw. 58.250 EUR für die 700-bar-Version.
Im Juni 2019 sind in Europa annähernd 300 Kangoo Z.E. H2 unterwegs.

### Kangoo Rapid (Kastenwagen)
Als Nutzfahrzeug gibt es den Kangoo in drei Längen: als Kangoo Rapid Compact (3829 mm), Kangoo Rapid (4213 mm) und Kangoo Rapid Maxi (4597 mm, Doppelkabine möglich). Durch die Laderaumbreite zwischen den Radkästen von 1218 mm bieten sowohl der Rapid als auch der Rapid Maxi Platz für zwei Europaletten.

### Mercedes-Benz Citan
Auf Basis des Kangoo wird im französischen Werk auch ein Modell für Mercedes-Benz gefertigt, das im Oktober 2012 als Citan auf den Markt kam. Es unterscheidet sich vom Kangoo an Front und Heck und am Armaturenbrett.

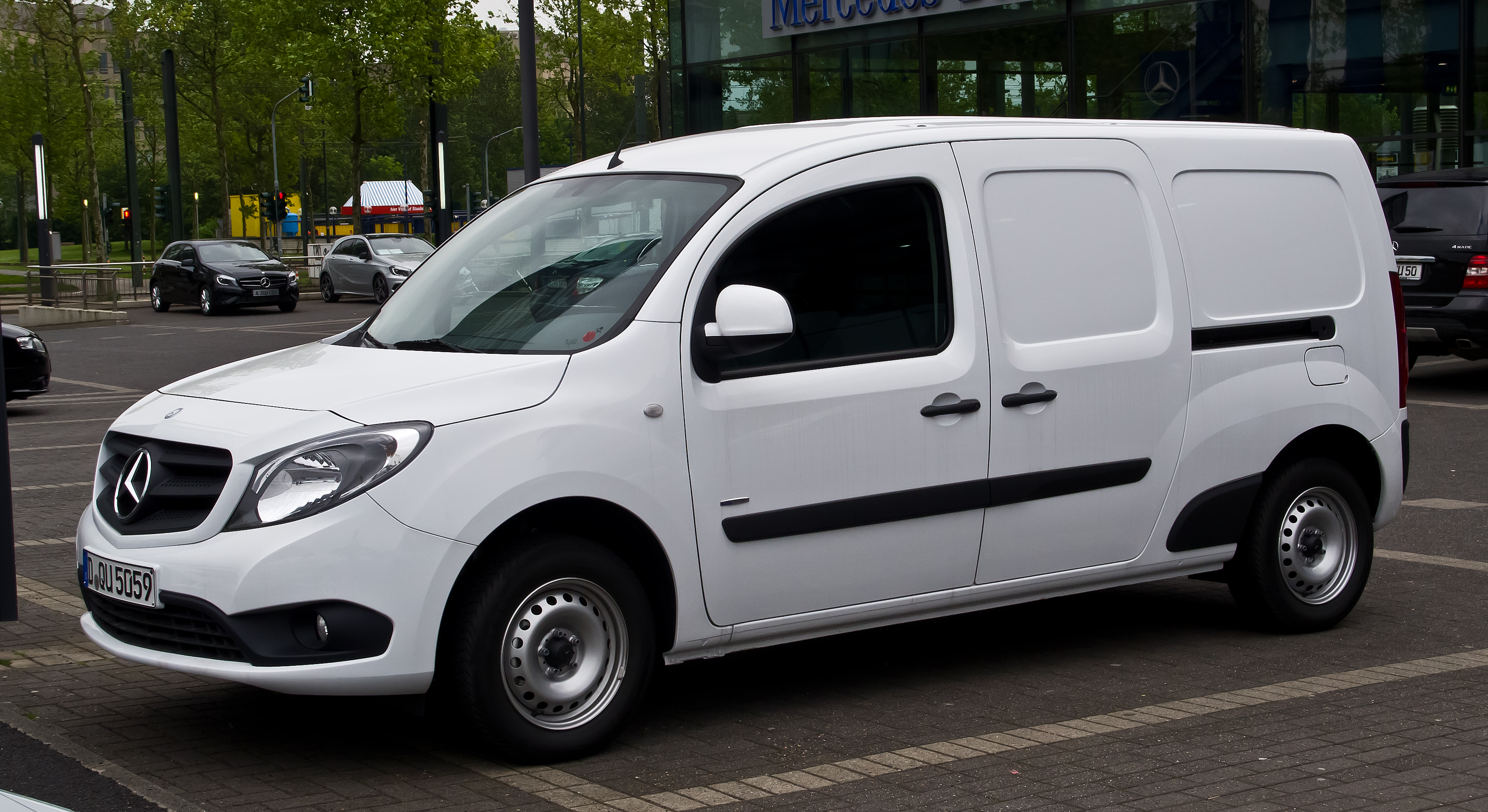
Mercedes-Benz Citan (2012–2021)
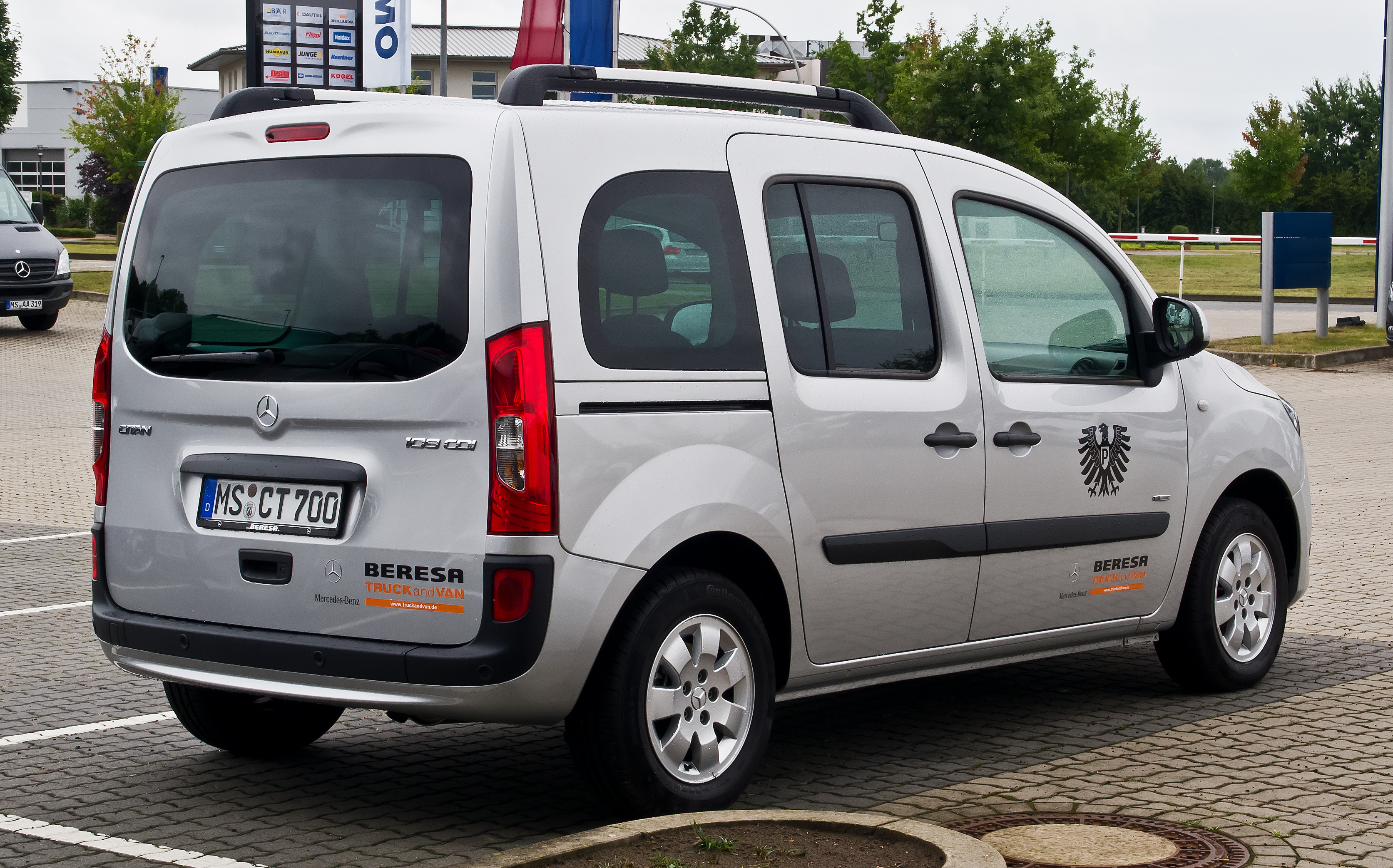
Heckansicht
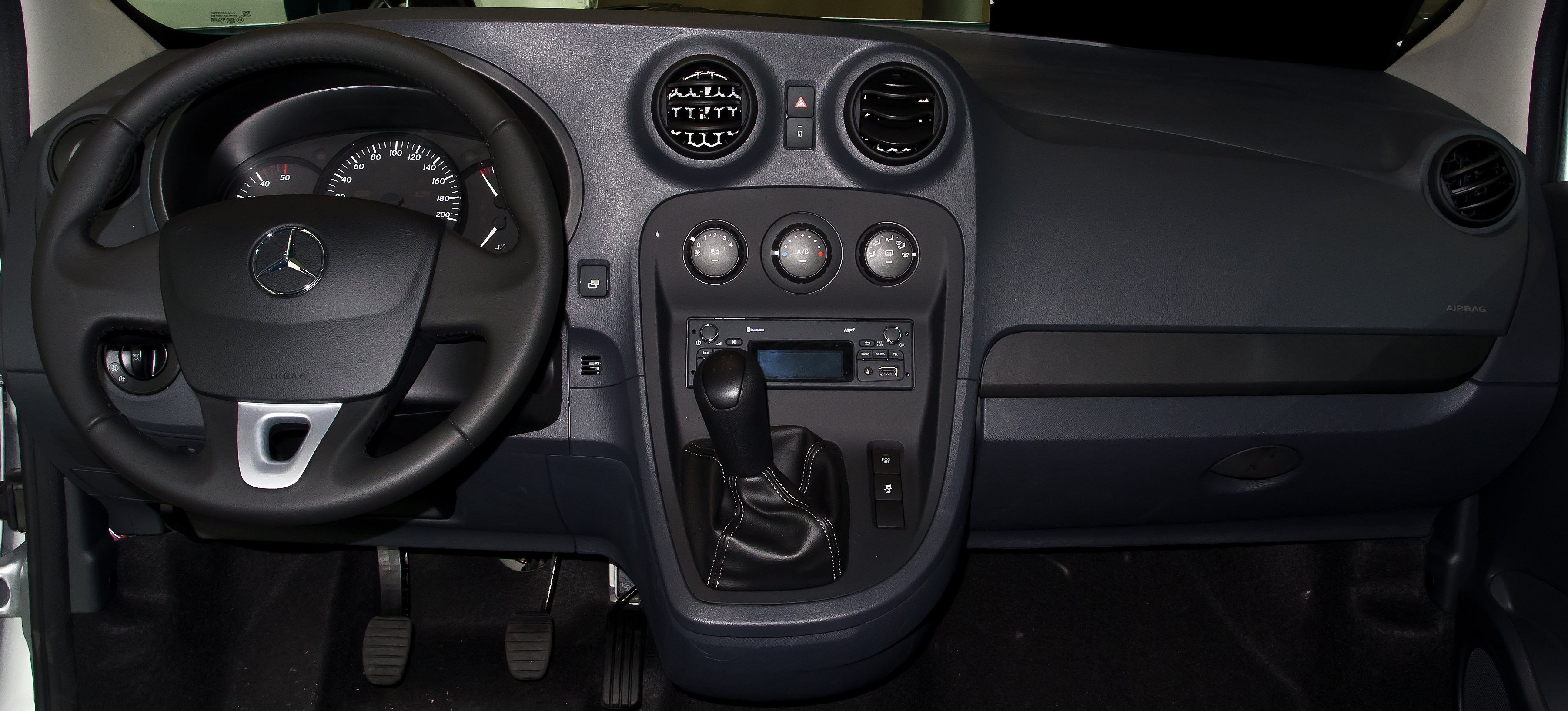
Interieur

### Nissan NV250
Der Hersteller Nissan hatte im Mai 2019 als Nachfolger des NV200 den NV250 vorgestellt. Dieser kam im September 2019 auf den Markt und unterscheidet sich vom Kangoo W nur durch Modifikationen an der Front. Das Nachfolgemodell Nissan Townstar wurde im September 2021 vorgestellt.

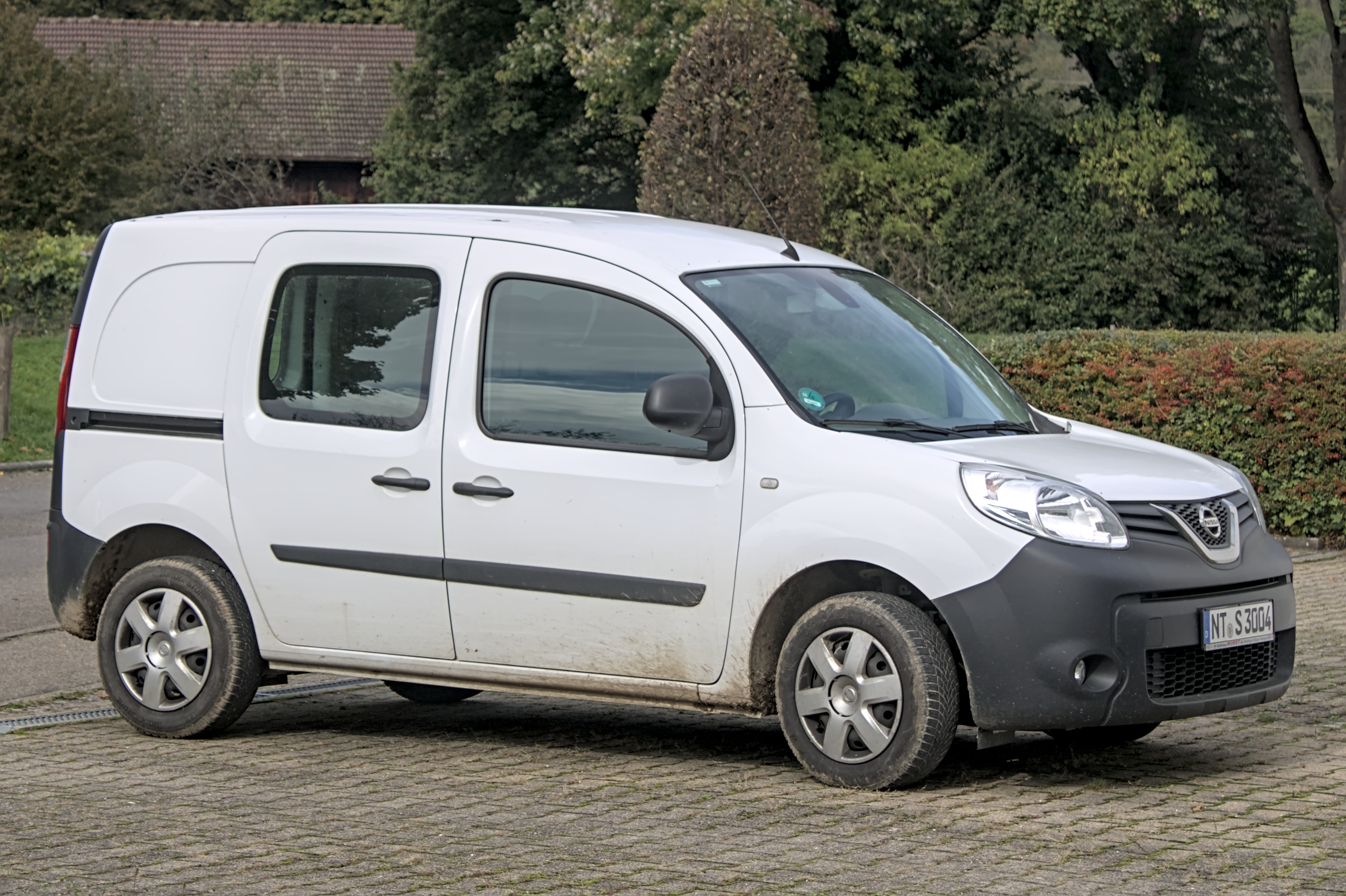
Nissan NV250 (2019–2021)
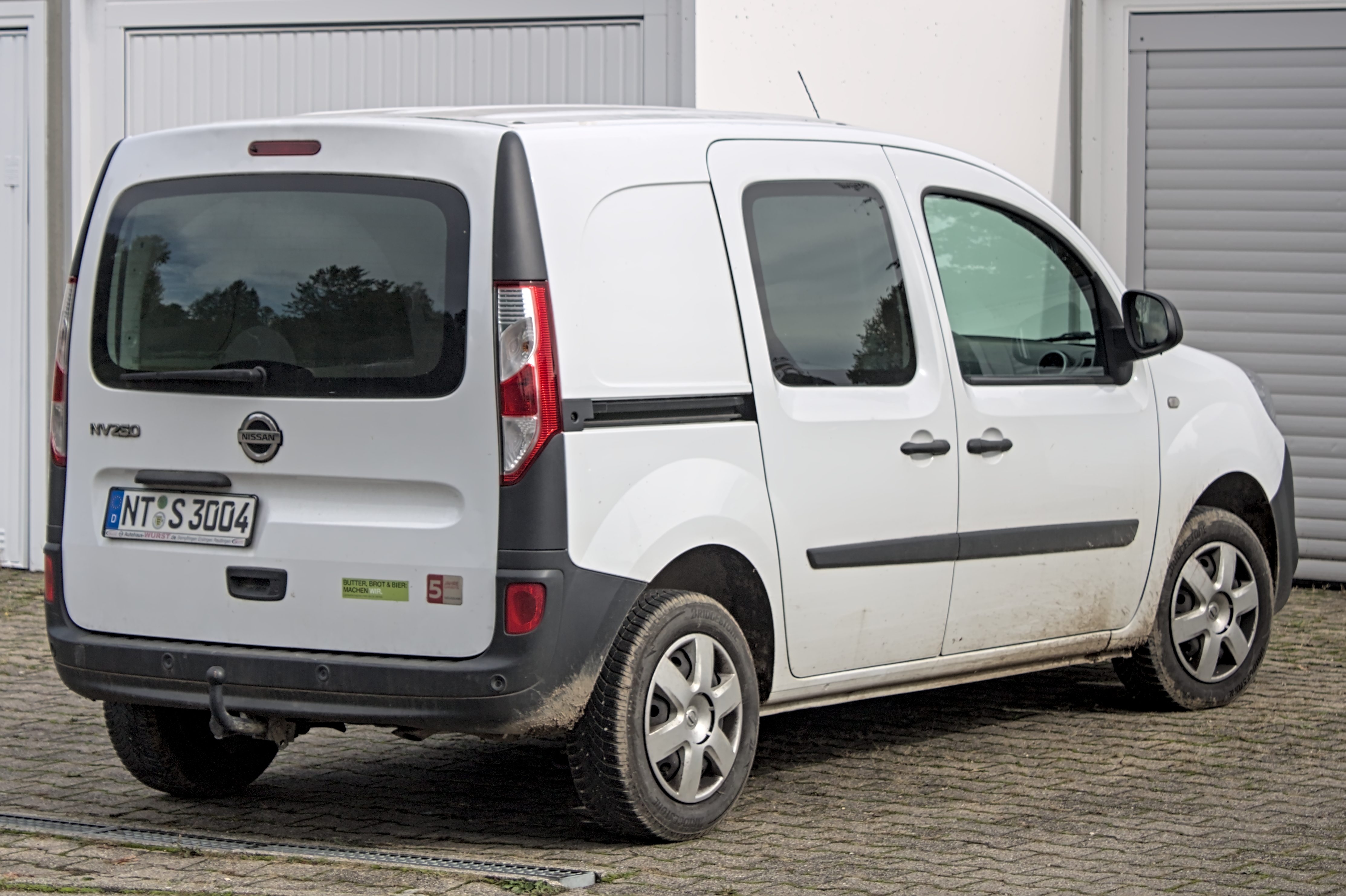
Heckansicht

## Kangoo (seit 2021)
| Sterne im Euro-NCAP-Crashtest | Vier Sterne im Euro-NCAP-Crashtest |

Einen Ausblick auf eine neue Generation zeigte Renault im April 2019 mit dem Kangoo Z.E. Concept. Die Serienversion wurde im November 2020 präsentiert und kam im Mai 2021 kam in den Handel. Neben der Pkw-Version gibt es eine Nutzfahrzeug-Version (Rapid). Zudem wurde mit dem Renault Express ein günstiger Kastenwagen als Nachfolgemodell des Dacia Dokker eingeführt. Auch eine batterieelektrisch angetriebene Variante des Kangoo wird seit Juli 2022 wieder angeboten. Neben der serienmäßigen AC-Ladeleistung von 11 kW sind auch 75 kW DC-Ladeleistung als auch optional 22 kW über AC möglich. Sowohl die Leistung des Elektromotors (von 75 auf 90 kW) als auch die Akkukapazität (von 44 auf 45 kWh) wurden gegenüber den zuvor beim Konzeptfahrzeug angekündigten Werten optimiert. Als Langversion Grand Kangoo wurde die Baureihe im September 2023 auf der IAA vorgestellt; sie wird seit Mai 2024 verkauft.
Um das Beladen zu erleichtern, verzichtet der Kangoo in der Nutzfahrzeugvariante auf der rechten Seite auf eine B-Säule. Die Breite der Ladeöffnung wird damit mit 1,45 Meter angegeben. Derivate von Mercedes-Benz (W 420) und Nissan (Townstar) werden auch wieder angeboten.

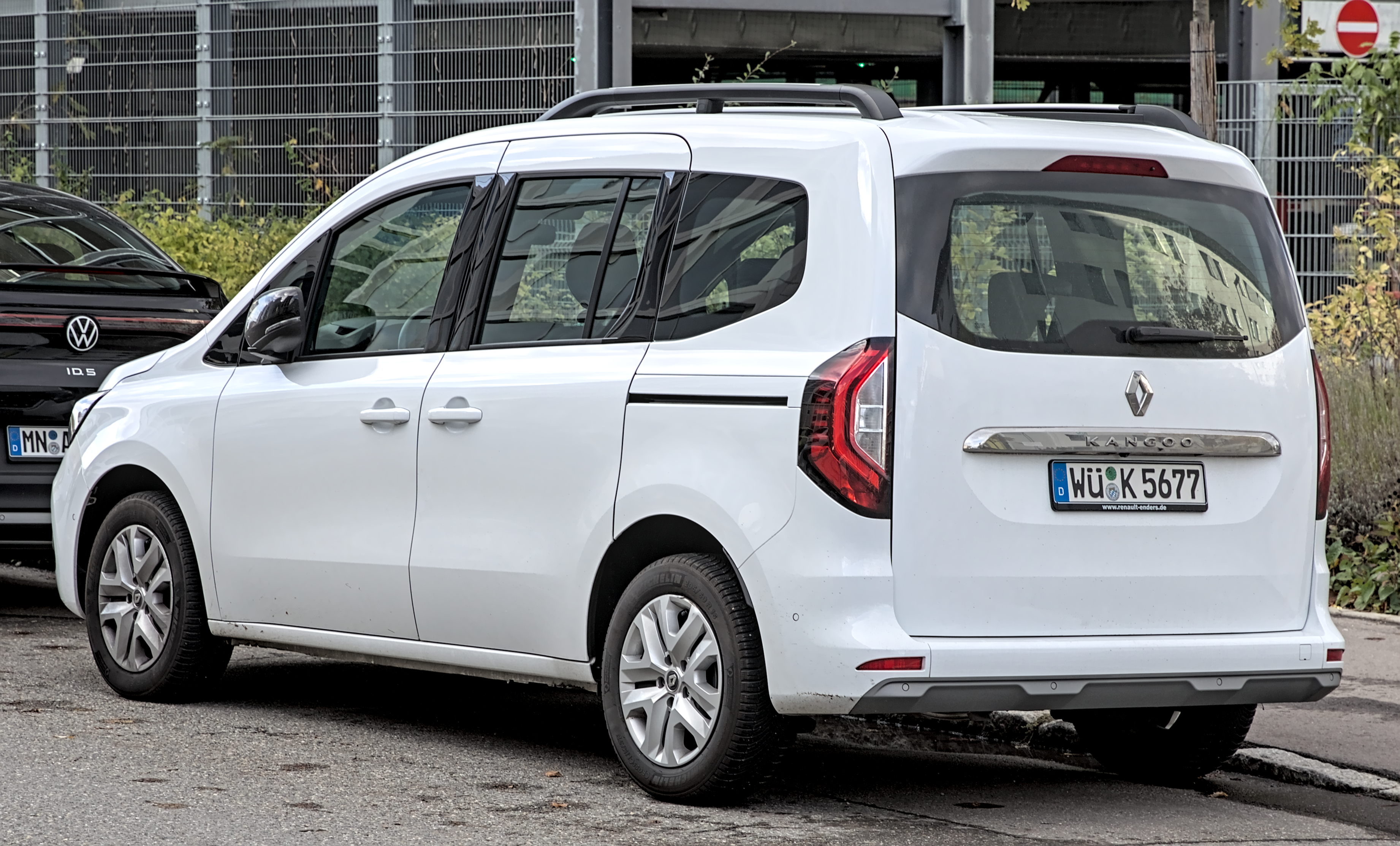
Heckansicht
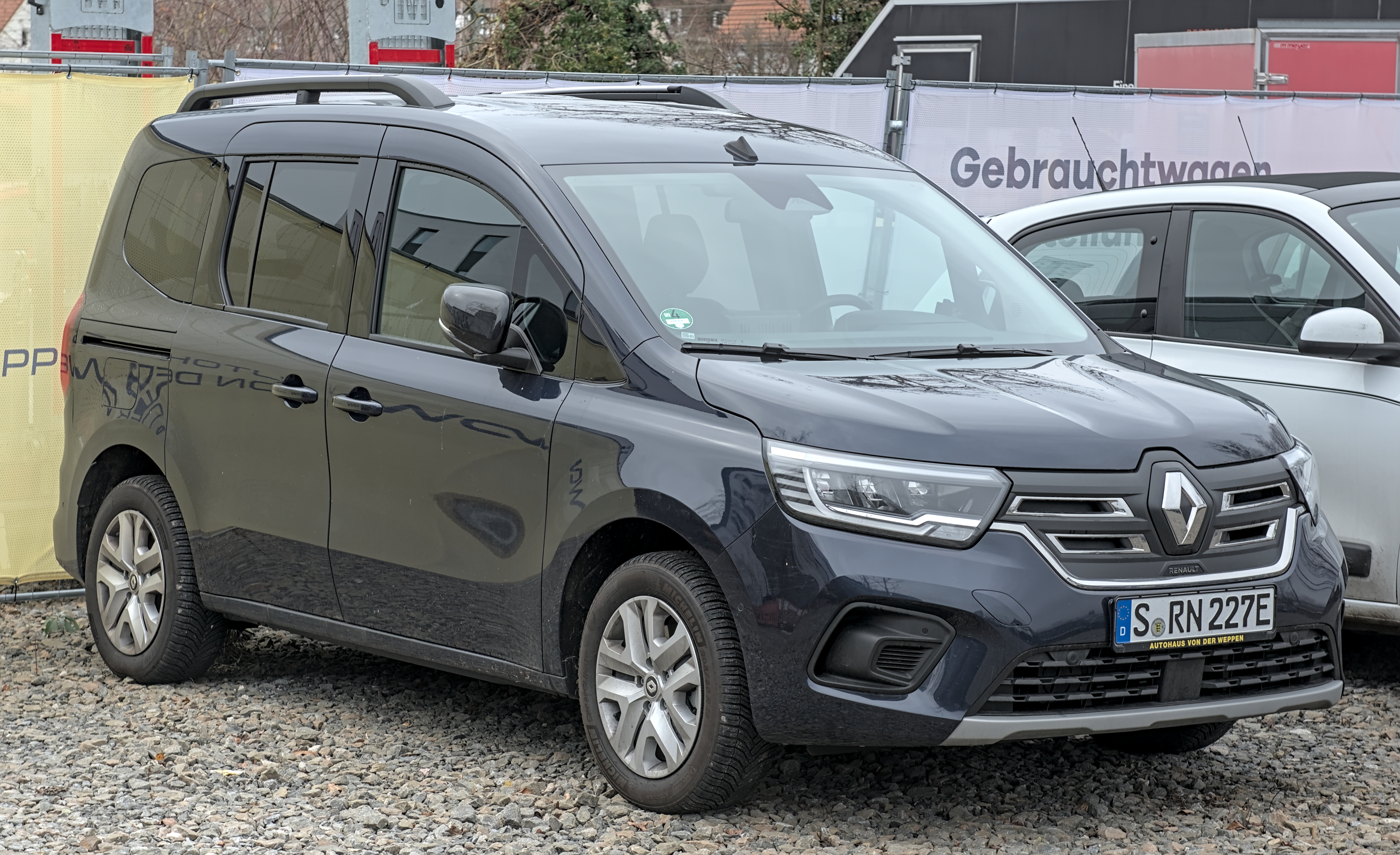
Renault Kangoo E-Tech (seit 2022)
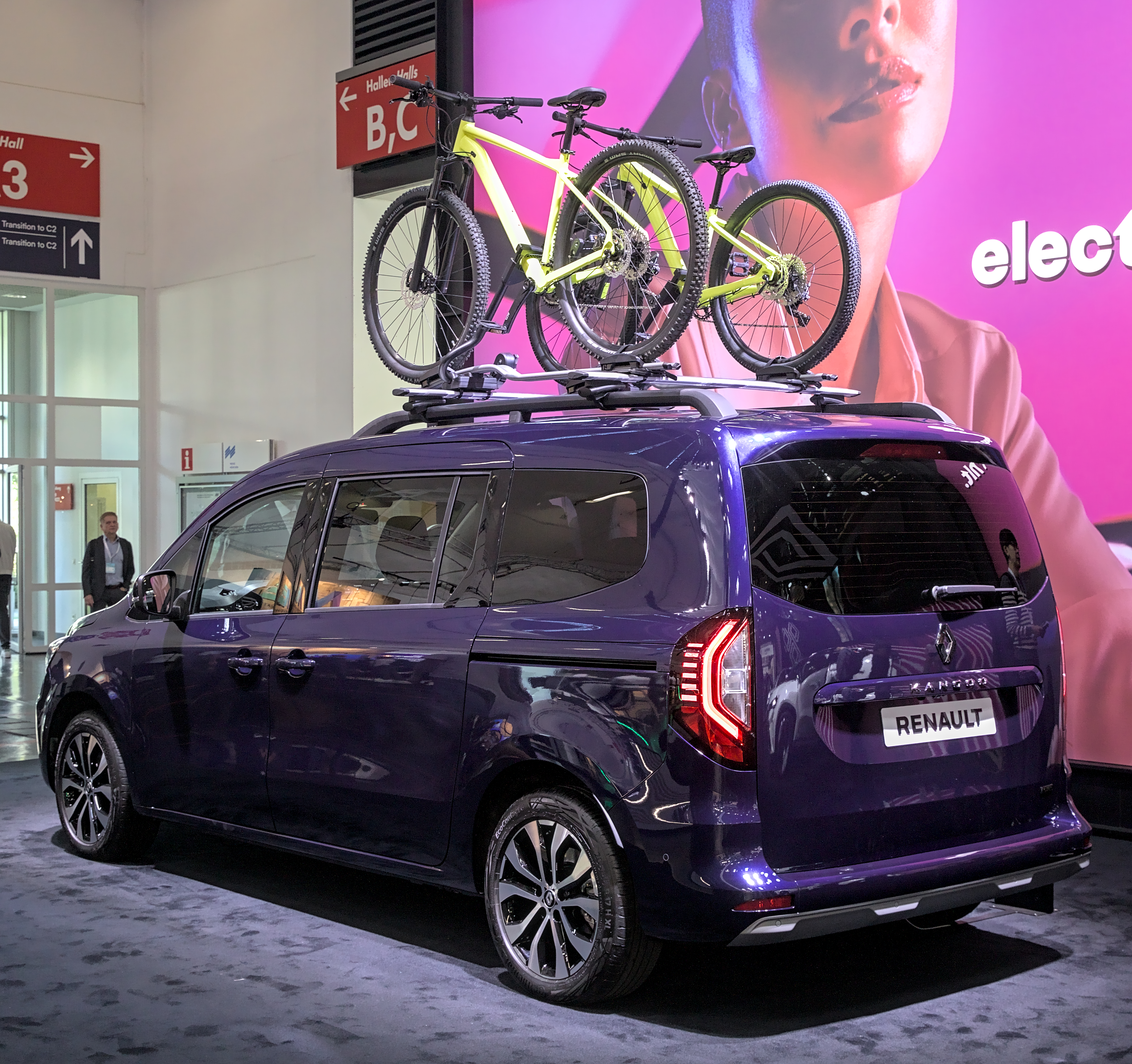
Renault Grand Kangoo E-Tech (seit 2024)
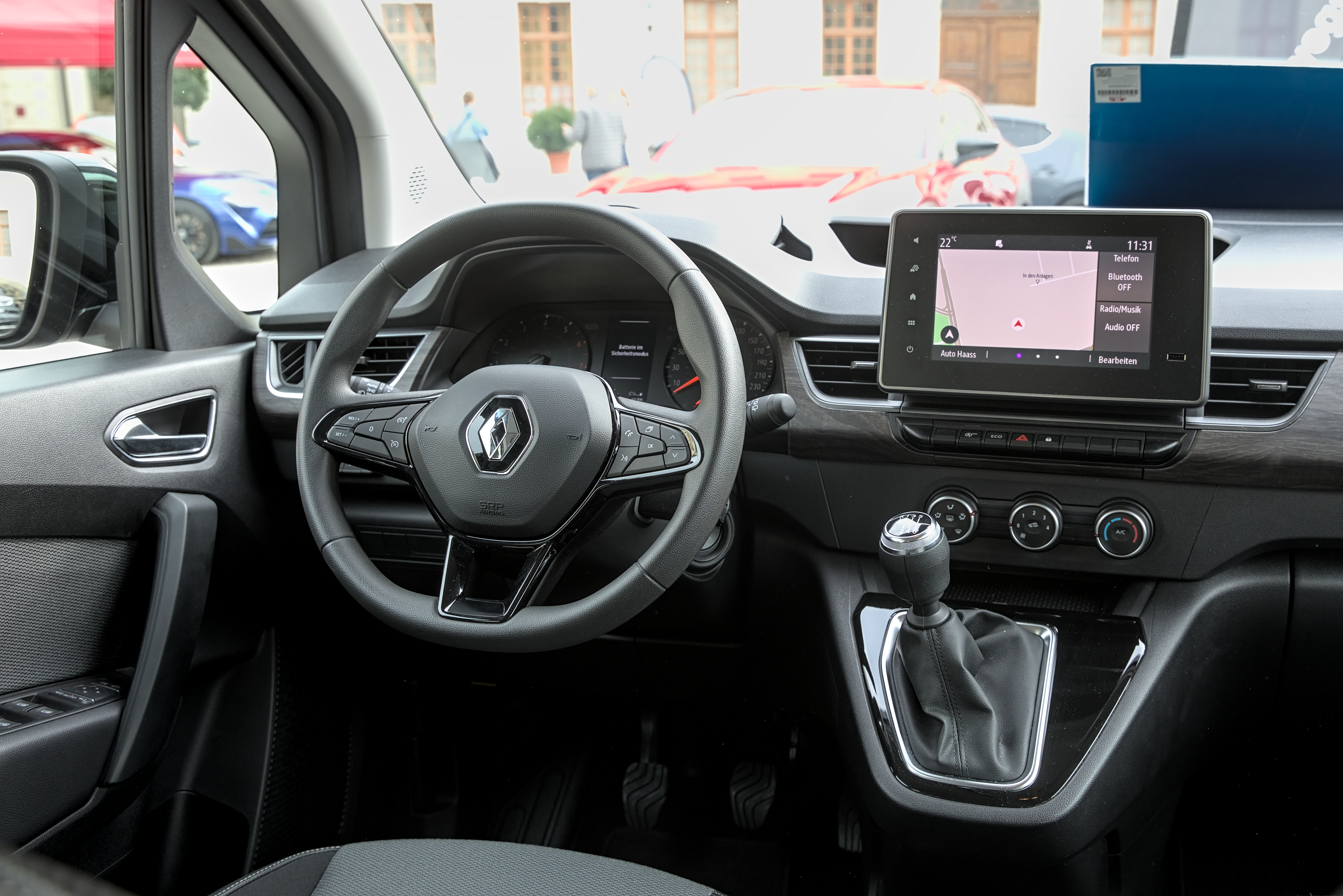
Interieur
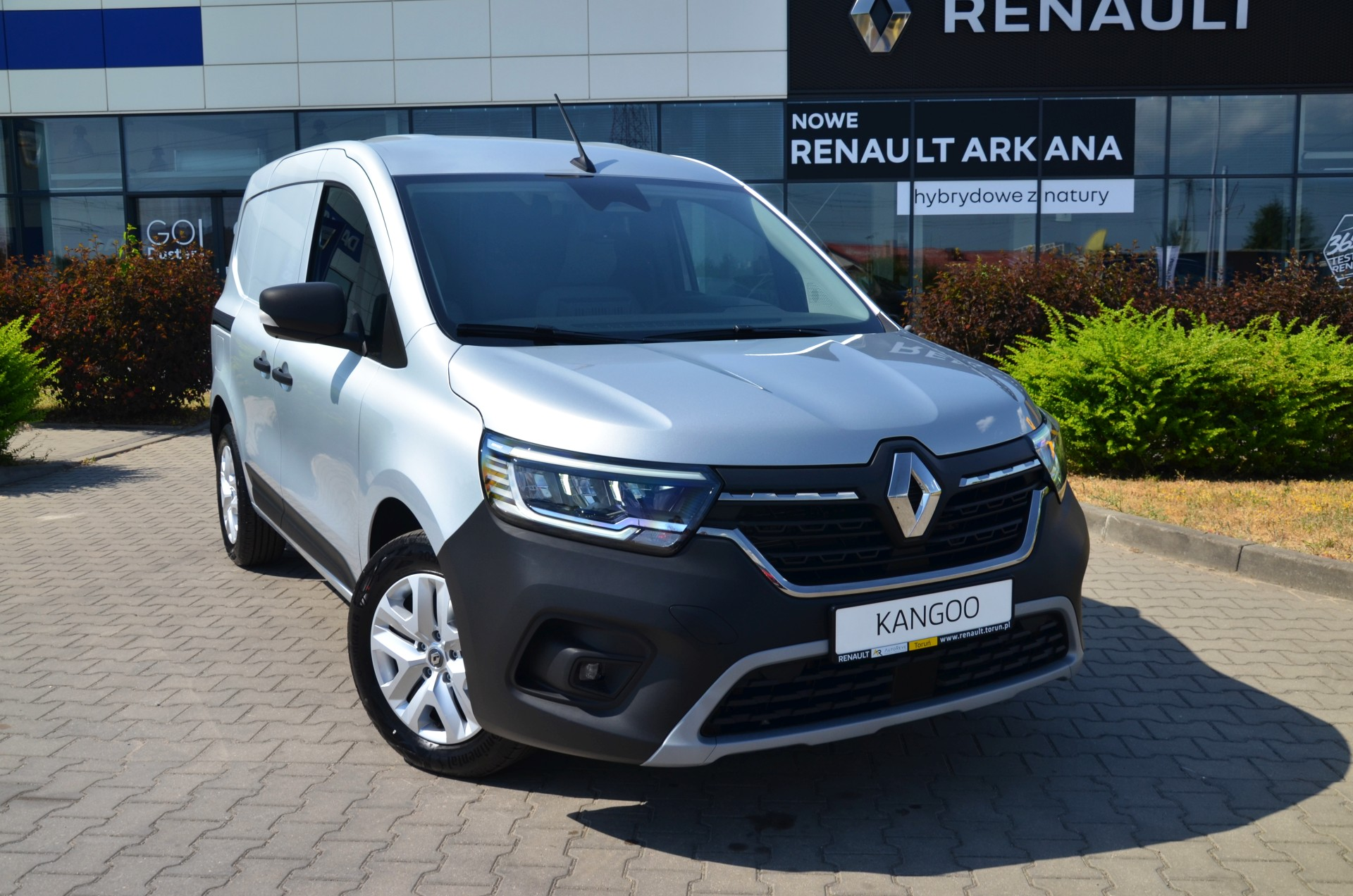
Renault Kangoo Rapid (seit 2021)
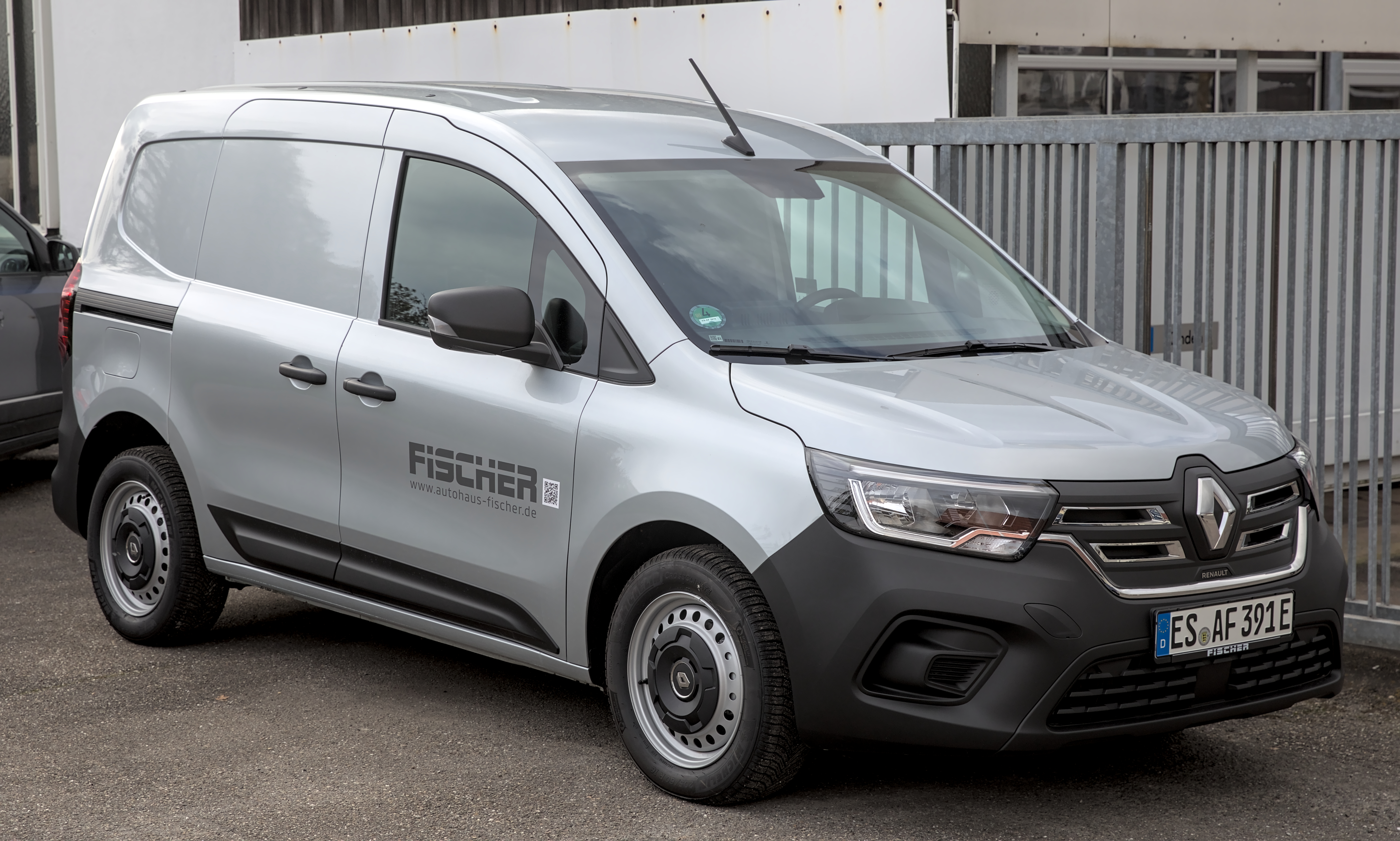
Renault Kangoo Rapid E-Tech (seit 2022)
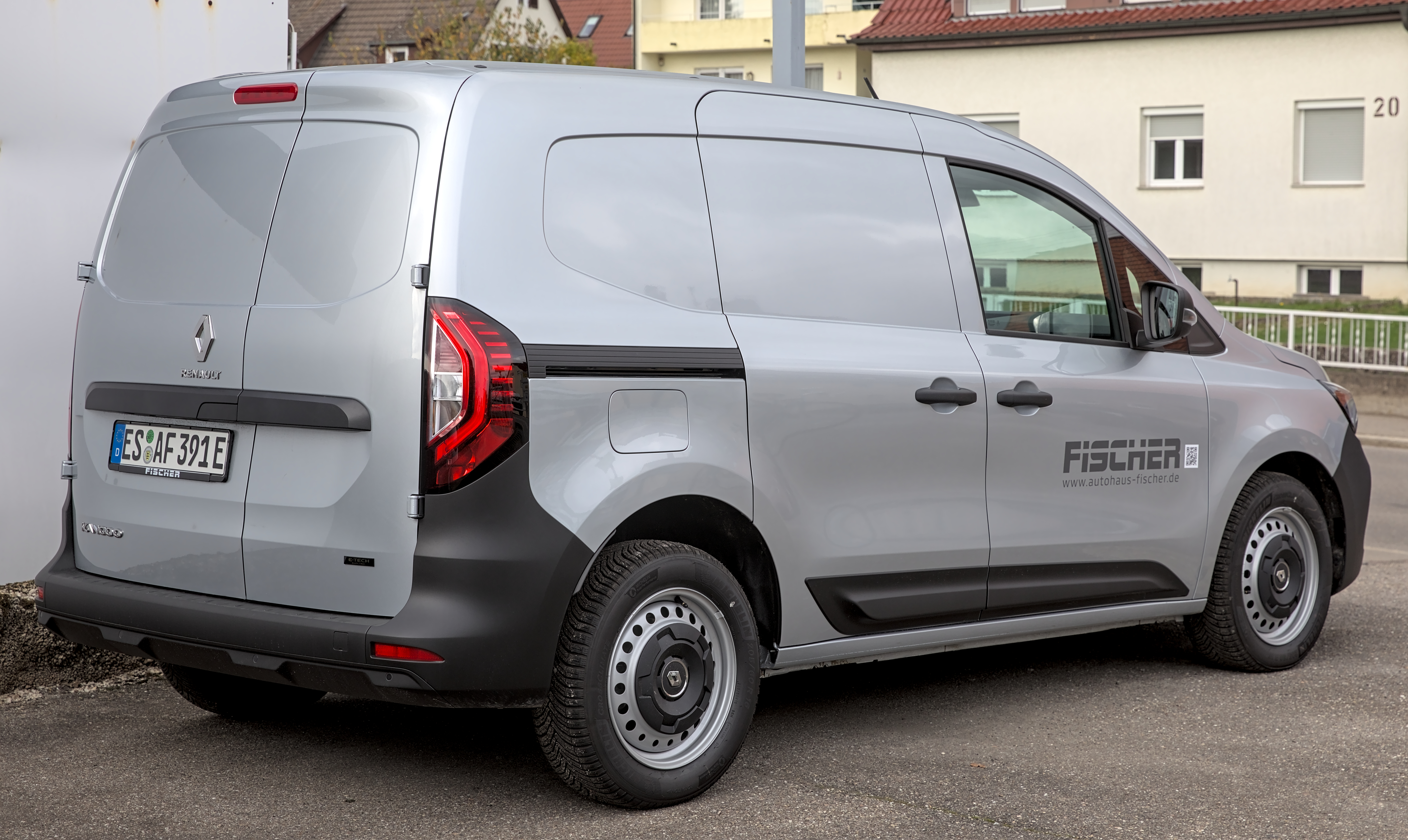
Heckansicht

### Technische Daten
|                                                           | TCe 100               | TCe 100               | TCe 130                    | TCe 130                           | dCi 75                          | dCi 95                    | Blue dCi 95               | dCi 115                    | Blue dCi 115                | E-Tech Electric            |
| Bauzeitraum                                               | 05/2021–05/2024       | seit 05/2024          | 05/2021–05/2024            | seit 05/2024                      | seit 05/2021                    | 05/2021–05/2024           | seit 05/2024              | 05/2021–05/2024            | seit 05/2024                | seit 07/2022               |
| Motorkenndaten                                            |                       |                       |                            |                                   |                                 |                           |                           |                            |                             |                            |
| Motortyp                                                  | R4-Ottomotor          | R4-Ottomotor          | R4-Ottomotor               | R4-Ottomotor                      | R4-Dieselmotor                  | R4-Dieselmotor            | R4-Dieselmotor            | R4-Dieselmotor             | R4-Dieselmotor              | Elektromotor               |
| Hubraum                                                   | 1332 cm³              | 1332 cm³              | 1332 cm³                   | 1332 cm³                          | 1461 cm³                        | 1461 cm³                  | 1461 cm³                  | 1461 cm³                   | 1461 cm³                    | —                          |
| Motoraufladung                                            | Turbolader            | Turbolader            | Turbolader                 | Turbolader                        | Turbolader                      | Turbolader                | Turbolader                | Turbolader                 | Turbolader                  | —                          |
| max. Leistung bei min−1                                   | 74 kW (100 PS) / 4500 | 74 kW (100 PS) / 4500 | 96 kW (130 PS) / 4500      | 96 kW (130 PS) / 4500             | 55 kW (75 PS) / 3750            | 70 kW (95 PS) / 3000–3750 | 70 kW (95 PS) / 3000–3750 | 85 kW (115 PS) / 3750      | 85 kW (115 PS) / 3750       | 90 kW (122 PS)             |
| max. Drehmoment bei min−1                                 | 200 Nm / 1500         | 200 Nm / 1500         | 240 Nm / 1600              | 240 Nm / 1600                     | 230 Nm / 1750                   | 260 Nm / 1750–2000        | 260 Nm / 1750–2000        | 270 Nm / 1750              | 270 Nm / 1750               | 245 Nm                     |
| Kraftübertragung                                          |                       |                       |                            |                                   |                                 |                           |                           |                            |                             |                            |
| Antrieb                                                   | Vorderradantrieb      | Vorderradantrieb      | Vorderradantrieb           | Vorderradantrieb                  | Vorderradantrieb                | Vorderradantrieb          | Vorderradantrieb          | Vorderradantrieb           | Vorderradantrieb            | Vorderradantrieb           |
| Getriebe, serienmäßig                                     | 6-Gang-Schaltgetriebe | 6-Gang-Schaltgetriebe | 6-Gang-Schaltgetriebe      | 6-Gang-Schaltgetriebe             | 6-Gang-Schaltgetriebe           | 6-Gang-Schaltgetriebe     | 6-Gang-Schaltgetriebe     | 6-Gang-Schaltgetriebe      | 6-Gang-Schaltgetriebe       | Eingang-Reduktionsgetriebe |
| Getriebe, optional                                        | —                     | —                     | (7-Gang-Automatikgetriebe) | (7-Gang-Automatikgetriebe)        | —                               | —                         | —                         | (7-Gang-Automatikgetriebe) | (7-Gang-Automatikgetriebe)  | —                          |
| Messwerte                                                 |                       |                       |                            |                                   |                                 |                           |                           |                            |                             |                            |
| Höchstgeschwindigkeit (Kangoo)                            | 168 km/h              | 168 km/h              | 183 km/h (184 km/h)        | 174 km/h (174 km/h)               | 152 km/h                        | 164 km/h                  | 164 km/h                  | 183 km/h (177 km/h)        | 174 km/h (174 km/h)         | 135 km/h                   |
| Höchstgeschwindigkeit (Grand Kangoo)                      | —                     | —                     | —                          | 174 km/h (174 km/h)               | —                               | 164 km/h                  | 164 km/h                  | —                          | —                           | 130 km/h                   |
| Beschleunigung, 0–100 km/h (Kangoo)                       | 14,7 s                | 14,7 s                | 12,9 s (11,6 s)            | 12,9 s (11,6 s)                   | 19,2 s                          | 15,1 s                    | 15,1 s                    | 13,6 s (13,2 s)            | 13,6 s (13,2 s)             | 12,6 s                     |
| Beschleunigung, 0–100 km/h (Grand Kangoo)                 | —                     | —                     | —                          | 13,2 s (12,2 s)                   | —                               | 15,6 s                    | 15,7 s                    | —                          | —                           | 13,3 s                     |
| Antriebsbatterie-Kapazität                                | —                     | —                     | —                          | —                                 | —                               | —                         | —                         | —                          | —                           | 45,0 kWh (brutto)          |
| elektrische Reichweite nach WLTP                          | —                     | —                     | —                          | —                                 | —                               | —                         | —                         | —                          | —                           | bis zu 300 km              |
| Kraftstoffverbrauch auf 100 km (kombiniert, Kangoo)       | 6,4–6,5 l Super       | 6,8 l Super           | 6,4–6,5 l Super            | 6,9–7,0 l Super (6,8–7,1 l Super) | 5,4–5,5 l Diesel                | 4,9–5,0 l Diesel          | 5,6 l Diesel              | 5,3–5,4 l Diesel           | 5,3 l Diesel (5,4 l Diesel) | —                          |
| Kraftstoffverbrauch auf 100 km (kombiniert, Grand Kangoo) | —                     | —                     | —                          | 7,0–7,1 l Super (7,1 l Super)     | —                               | —                         | 5,6 l Diesel              | —                          | —                           | —                          |
| CO2-Emissionen (kombiniert, Kangoo)                       | 145–148 g/km          | 154 g/km              | 145–148 g/km               | 155–159 g/km (155–161 g/km)       | 141–143 g/km                    | 128–131 g/km              | 146 g/km                  | 138–141 g/km               | 140 g/km (140 g/km)         | —                          |
| CO2-Emissionen (kombiniert, Grand Kangoo)                 | —                     | —                     | —                          | 159–160 g/km (161 g/km)           | —                               | —                         | 146 g/km                  | —                          | —                           | —                          |
| Energieverbrauch auf 100 km (kombiniert, Kangoo)          | —                     | —                     | —                          | —                                 | —                               | —                         | —                         | —                          | —                           | 20,2 kWh                   |
| Energieverbrauch auf 100 km (Grand Kangoo)                | —                     | —                     | —                          | —                                 | —                               | —                         | —                         | —                          | —                           | 21,5 kWh                   |
| Leergewicht (Kangoo)                                      | 1475–1616 kg          | 1475–1616 kg          | 1475–1616 kg               | 1475–1616 kg                      | 1577–1688 kg                    | 1577–1688 kg              | 1577–1688 kg              | 1633–1669 kg               | 1633–1669 kg                | 1871 kg                    |
| Leergewicht (Grand Kangoo)                                | —                     | —                     | —                          | 1750 kg (1718–1767 kg)            | —                               | —                         | 1834 kg                   | —                          | —                           | 1992–2041 kg               |
| Abgasnorm nach EU-Klassifikation                          | Euro 6d               | Euro 6e               | Euro 6d                    | Euro 6e                           | Euro 6d (seit 05/2024: Euro 6e) | Euro 6d                   | Euro 6e                   | Euro 6d                    | Euro 6e                     | —                          |